# Église Saint-Denis de Wissous
Pour les articles homonymes, voir Église Saint-Denis.
L'église Saint-Denis est une église de culte catholique, dédiée à saint Denis, située dans la commune française de Wissous et le département de l'Essonne, en France.
Il s'agit du seul monument classé monument historique de la ville.

## Situation

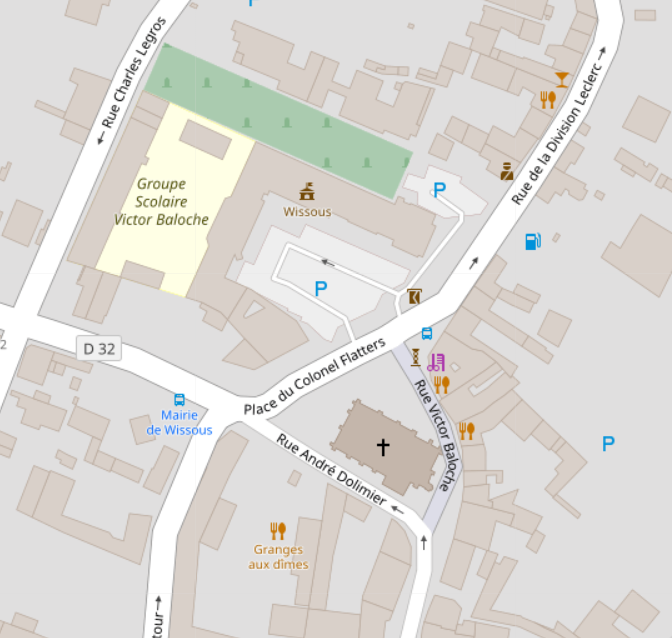
L'église (†) sur un plan du centre-ville de Wissous.

L'église est située dans le centre-ville de Wissous, dans le quartier du Vieux-Wissous, à proximité immédiate de l'hôtel de ville et  la grange dîmière de la commune.
Elle a été construite dans une ferme paroissiale du Chapitre Notre-Dame, l'actuelle grange aux dîmes.

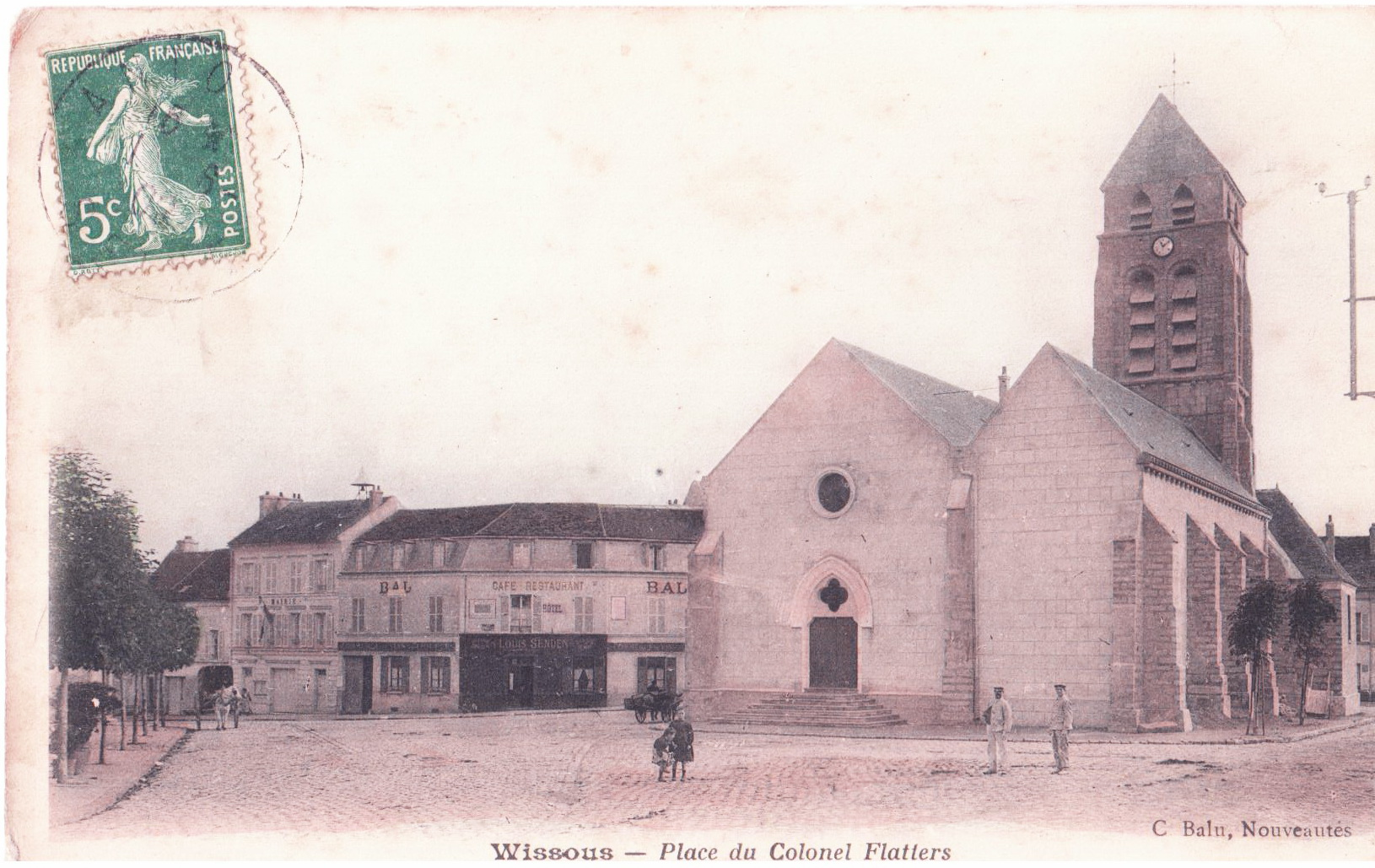
Début XXe siècle.
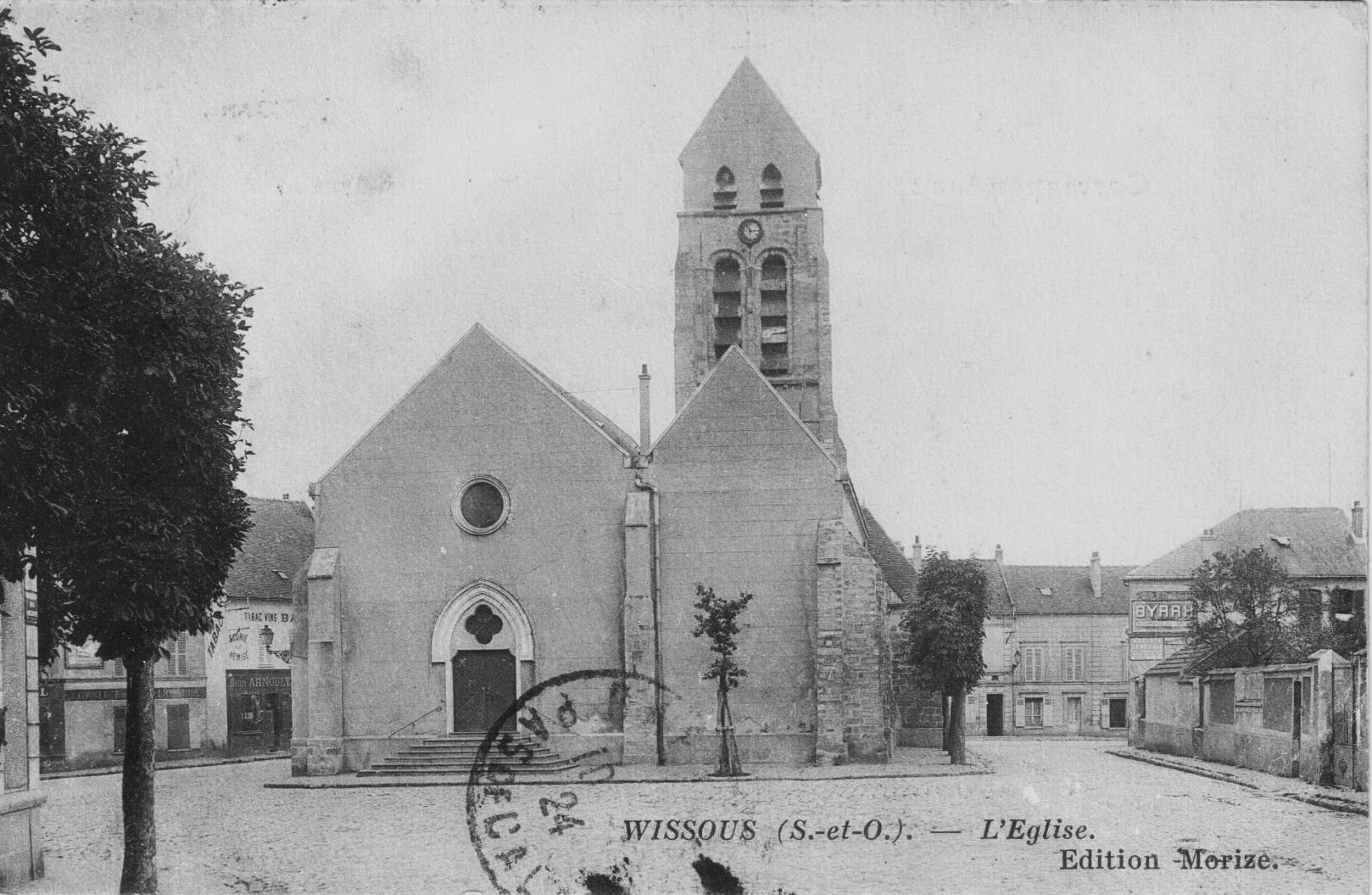
En 1924.

## Historique et architecture

Plan de l'église.

La nef a un seul bas-côté, à droite au sud. Le bas-côté à gauche au nord n'a jamais été construit. 
L'église a été construite au XIIe siècle dans une période de transition entre le  roman et le gothique , le clocher de 28 mètres de haut étant roman, le chœur et le bas-côté gothiques. 
La voûte en bois d'origine sur la nef s'étant trouvée en mauvais état, elle avait été remplacée par une voûte en plâtre, en 1821. Cette dernière fut dissimulée en 1904 par une voûte en fausses pierres. Des travaux de restauration ont été menés à bien, en 1992, pour la refaire en bois de châtaignier, sur le modèle des voûtes en forme de coque de bateau renversée, comme à l'origine.
En 1902, l'église menaçant de s'effondrer a été fermée. La démolition a été évitée grâce à un emprunt de la ville et une aide de l'État. Les tuiles de la toiture en bâtière ont été remplacées par des ardoises, la voûte de la nef a été refaite, plusieurs éléments ont été restaurés et le clocher réparé et modifié (avec des ouvertures malheureuses dans la partie supérieure). Durant la fermeture de deux ans, les habitants se recueillaient dans une grange (qui n'est pas la grange dîmière proche).
En 1905, sa fresque est classée aux monuments historiques puis en 1913, le bas côté, le chœur et le clocher le sont aussi. 
En 1919, un chêne symbolisant la victoire dans la Première Guerre mondiale a été planté devant l'édifice, en remplacement de celui existant auparavant.
Plusieurs restaurations furent menées en 1962, en 1976, en 1988,  en 1991-1992, en 2010-2011.

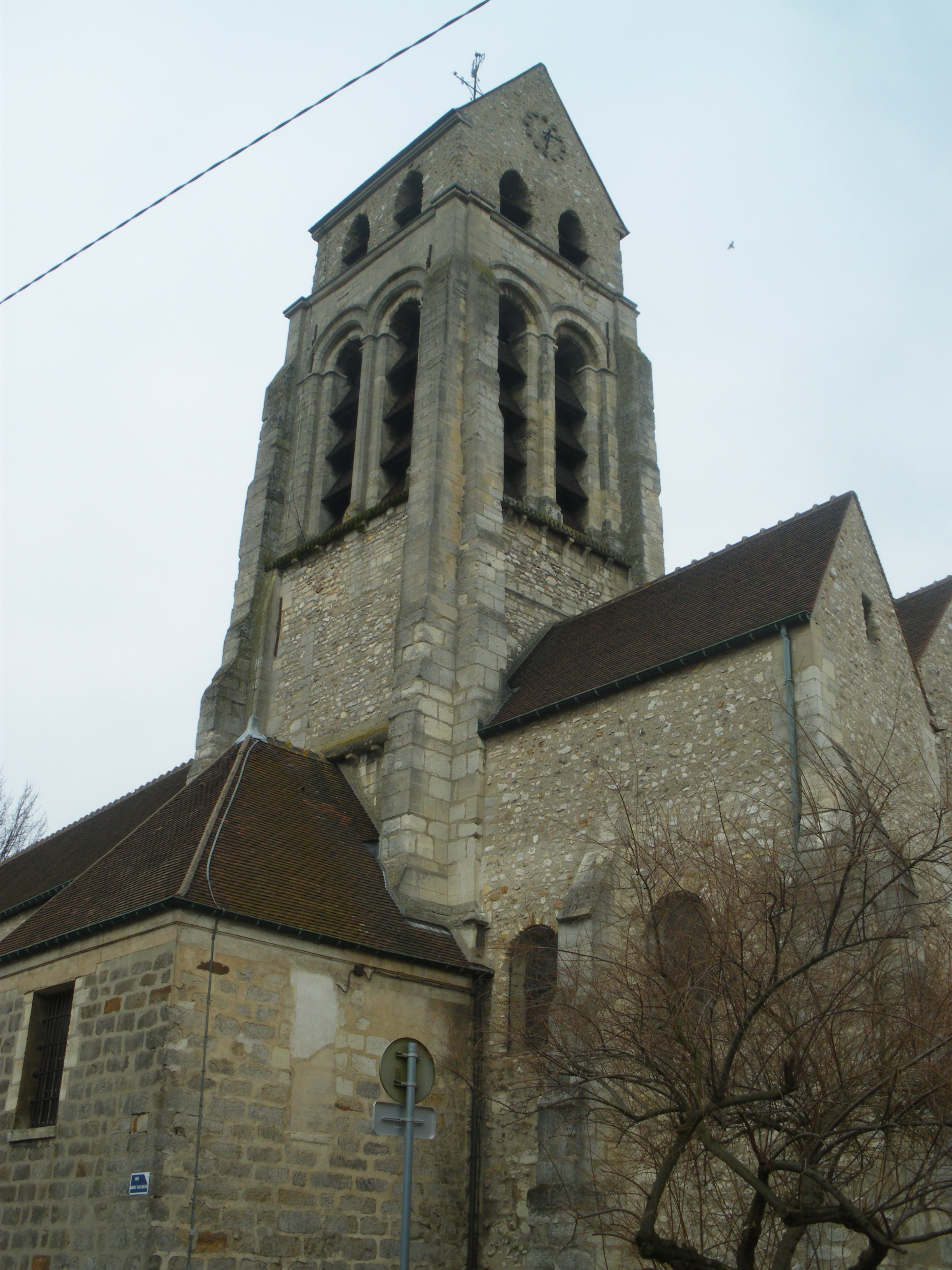
Clocher
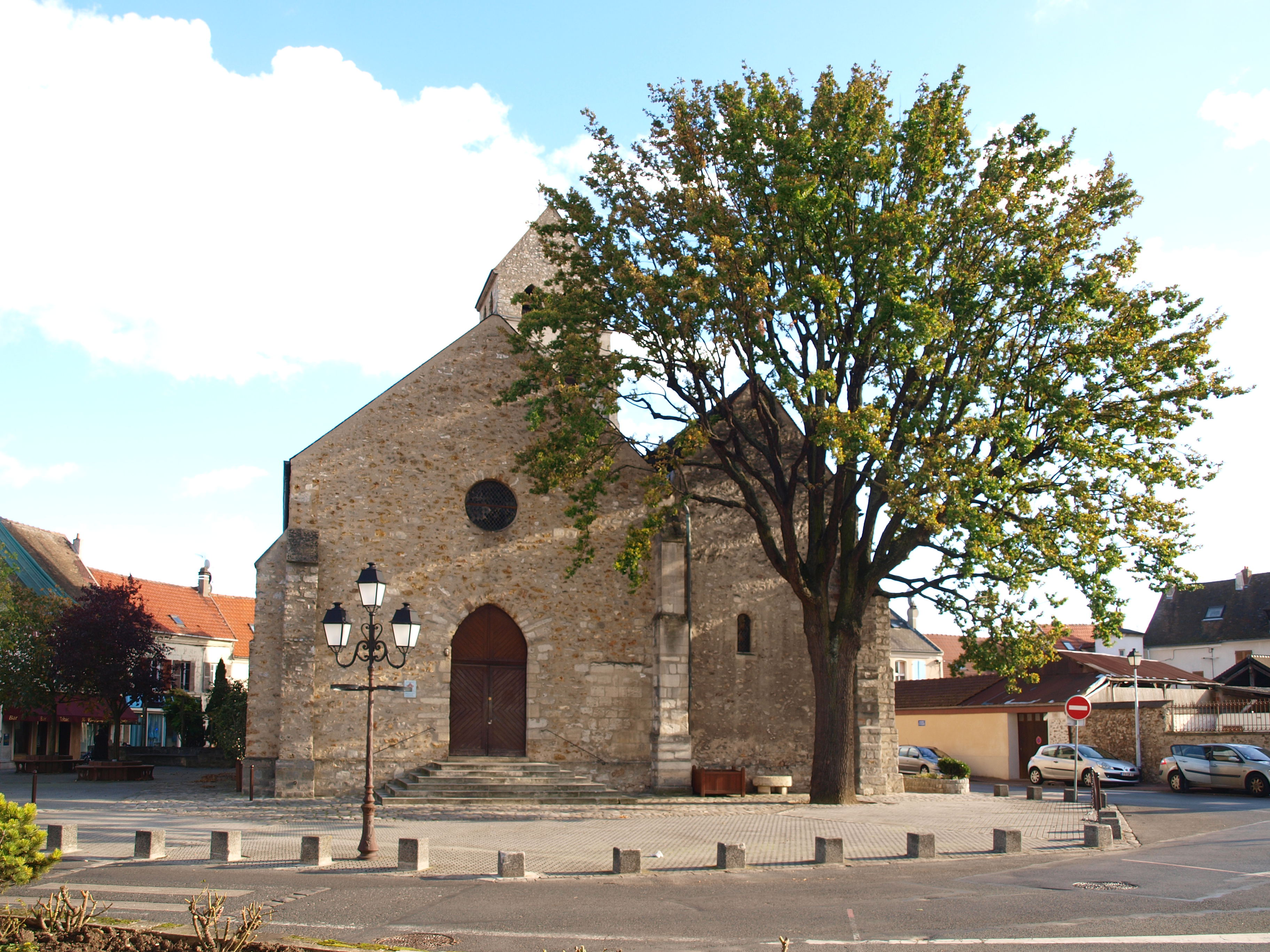
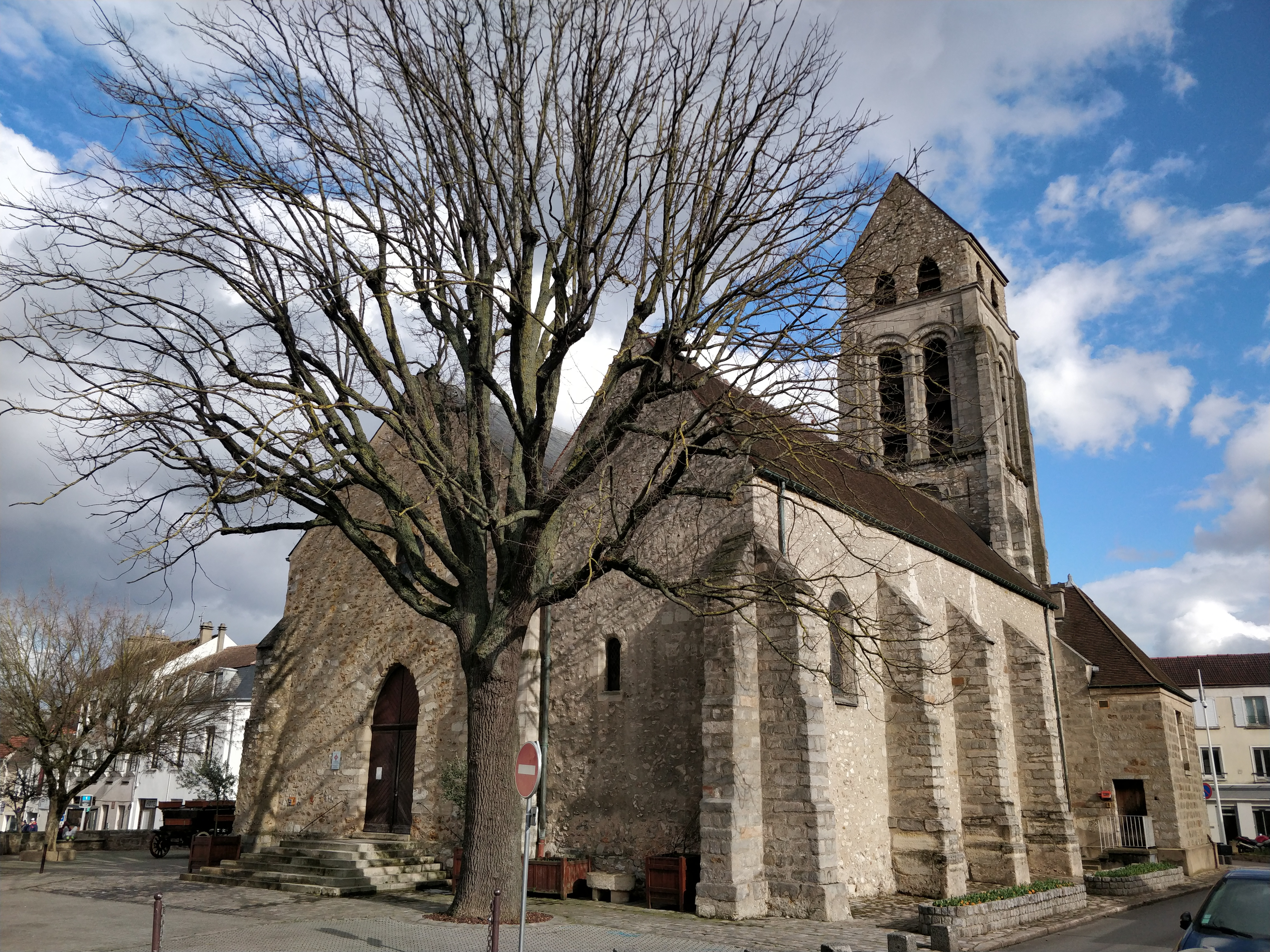
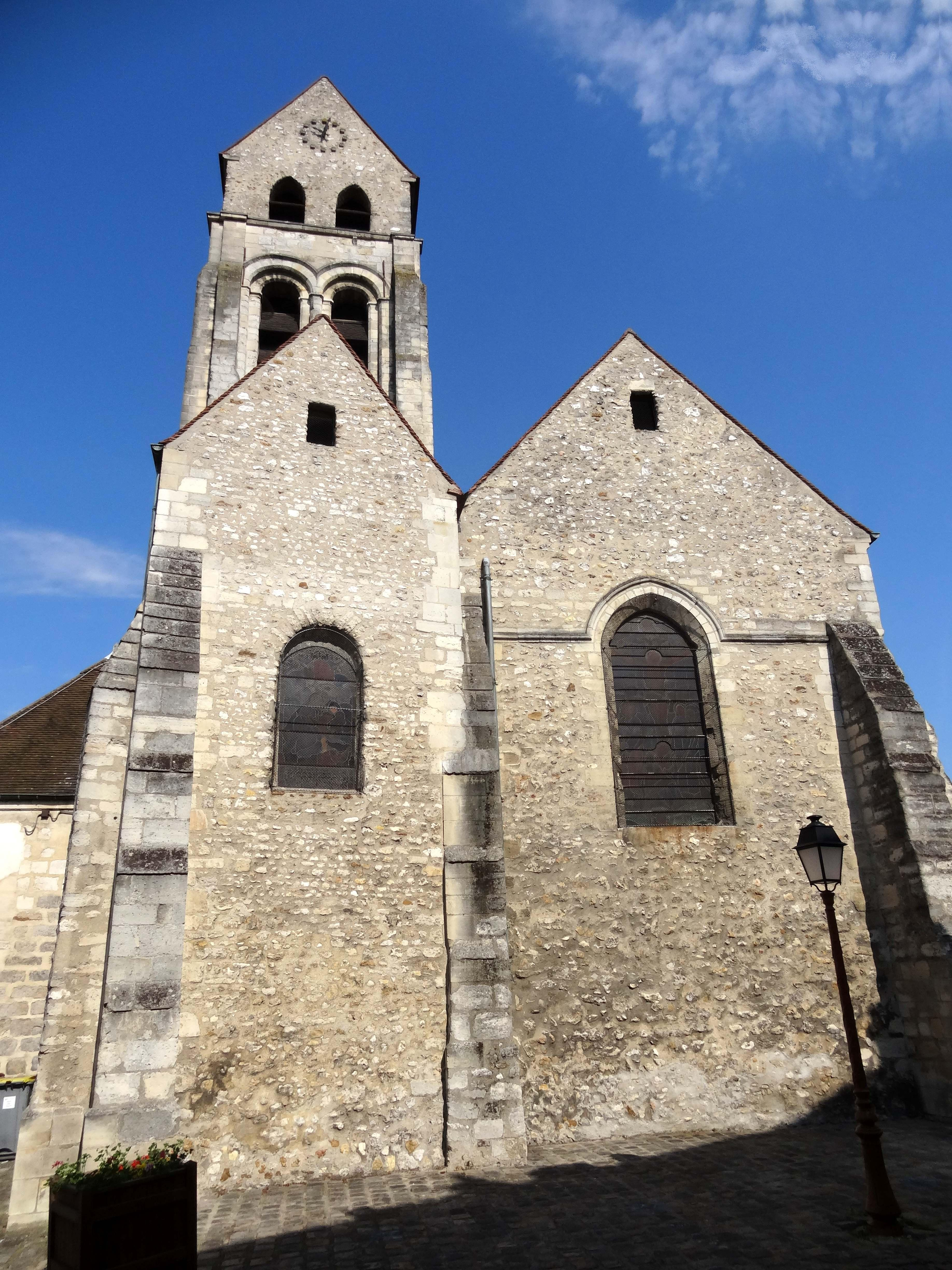
Les deux nefs

## Éléments intérieurs
Le chœur, ainsi que le clocher, sont les éléments de l'église les plus anciens. Il contient notamment une croix d'autel datant de 1672. L'église dispose également d'une chapelle latérale, construit au XVIe siècle, dont l'ogive d'accès date du XIIe siècle. L'autel date du XVIIIe siècle

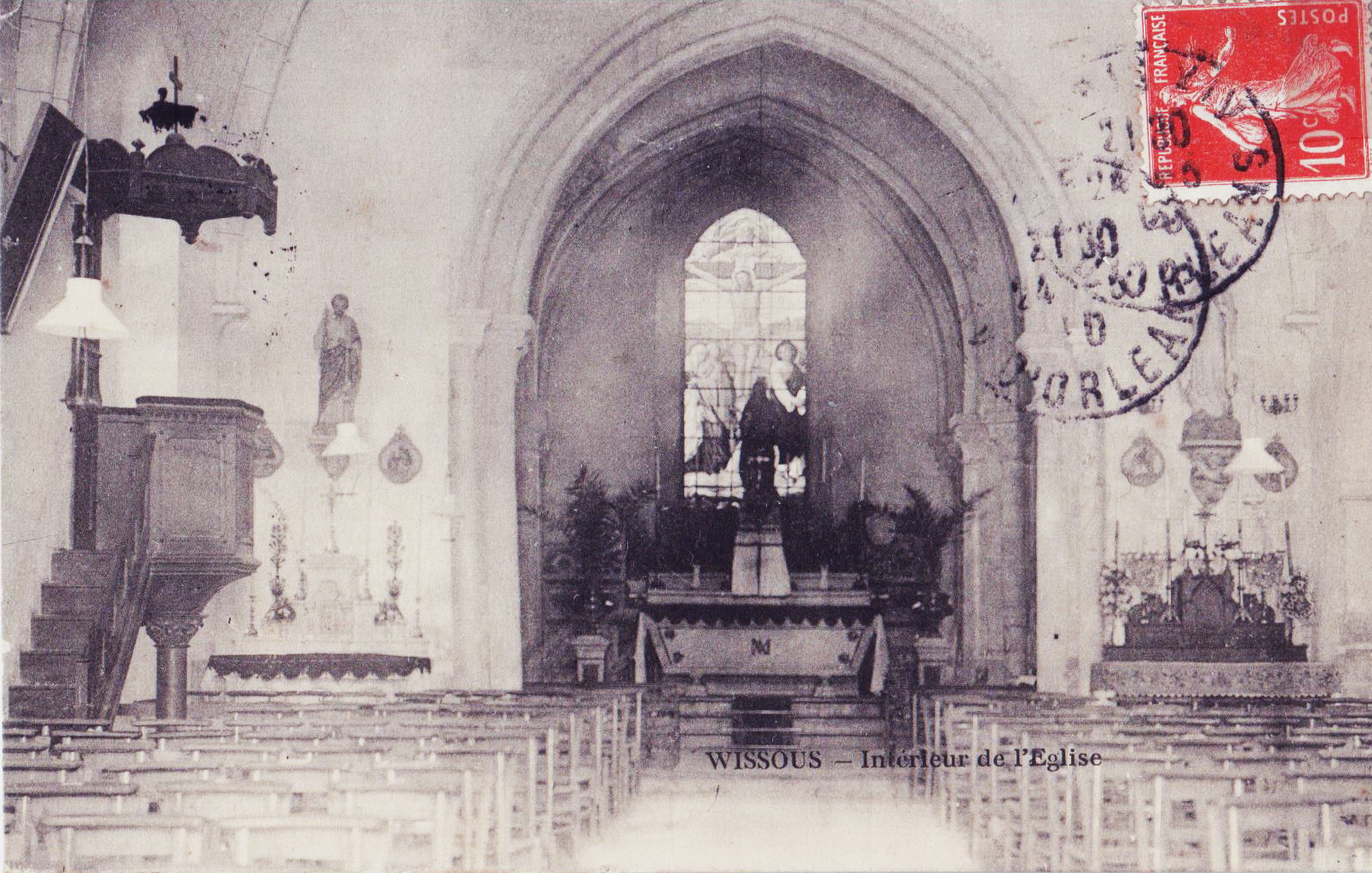
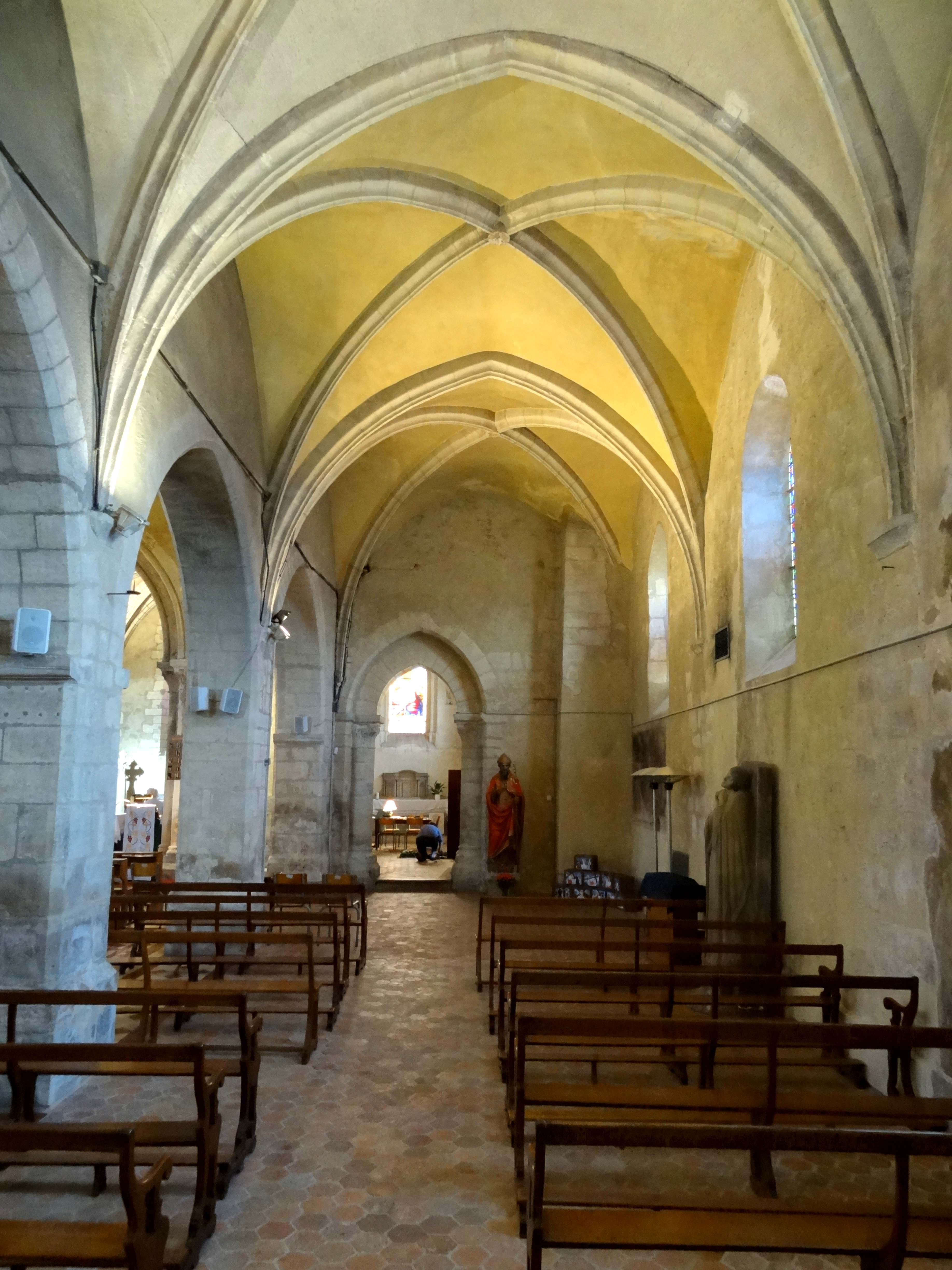
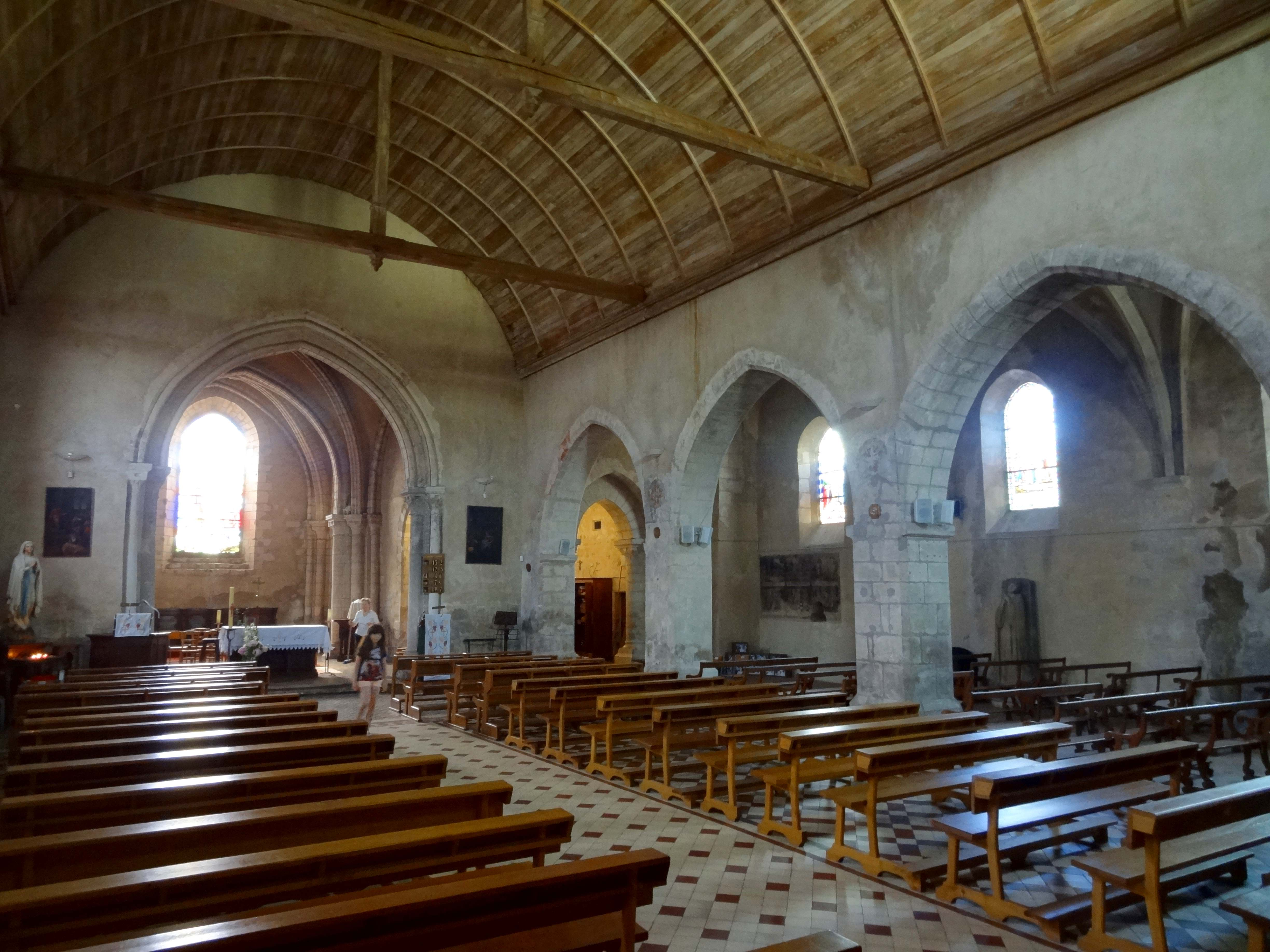
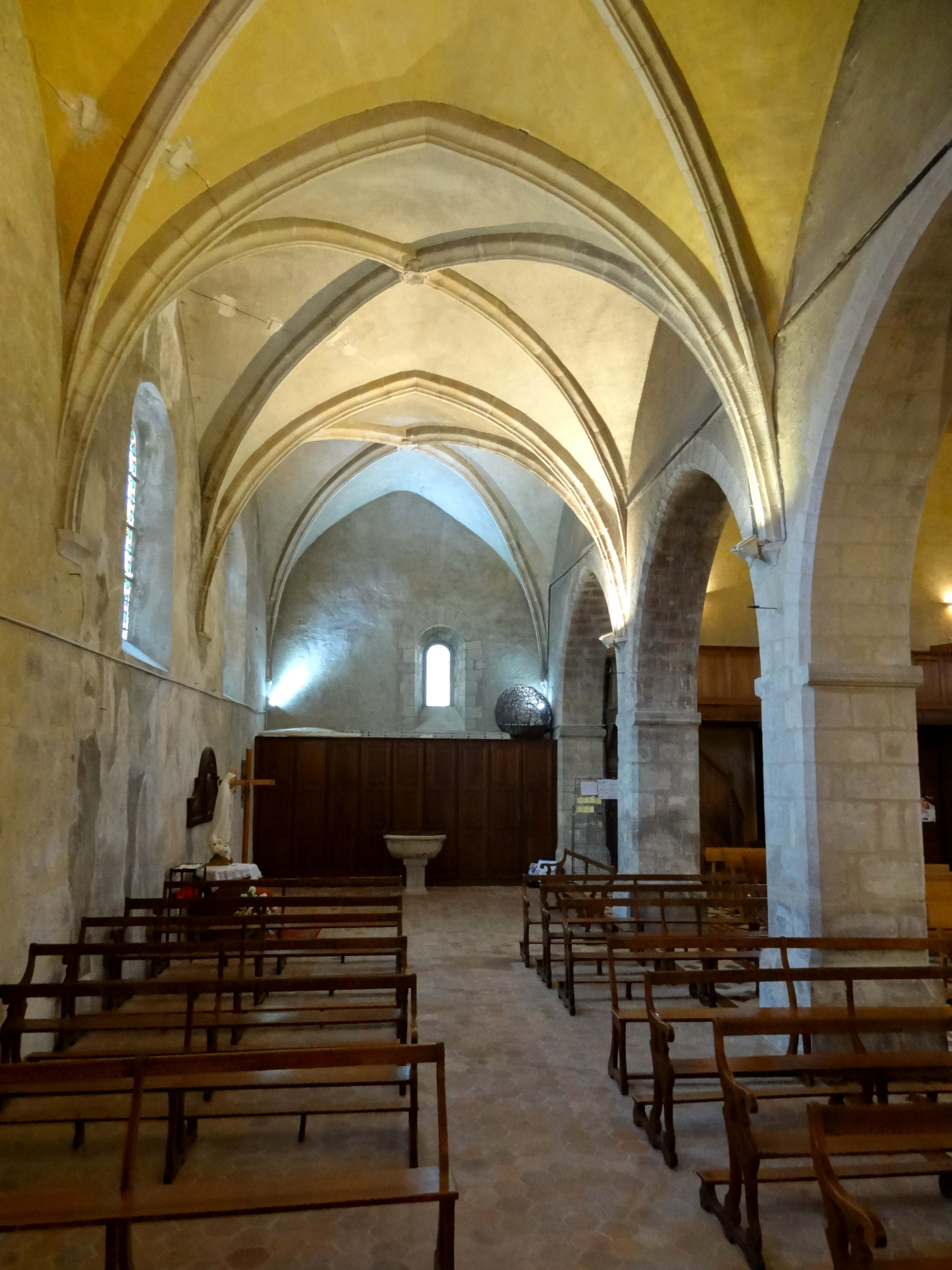

La fresque sur l'histoire de sainte Barbe du XVIe siècle est retrouvée en 1880.

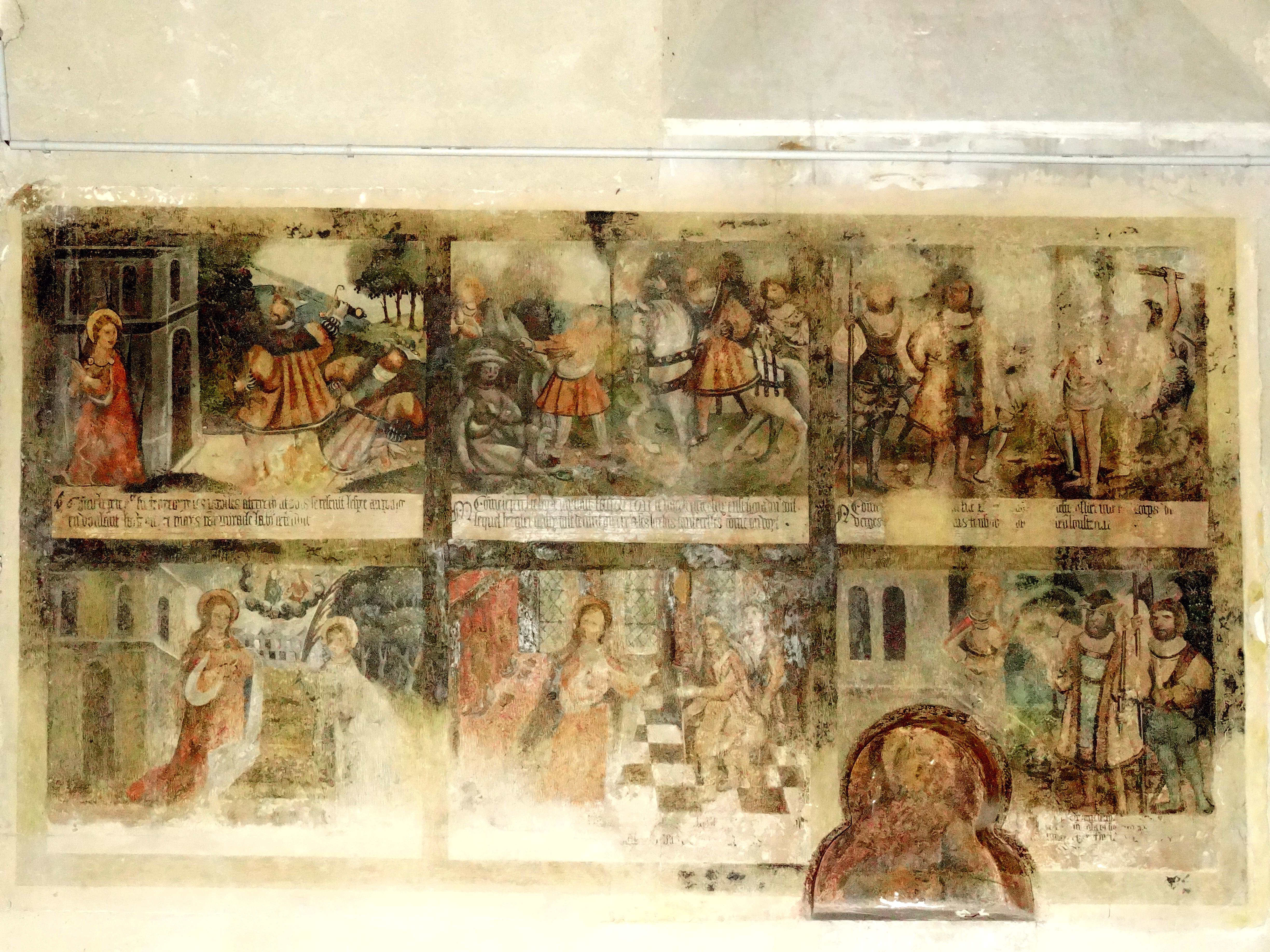
La fresque de sainte-Barbe avec l'emplacement d'une piscine.
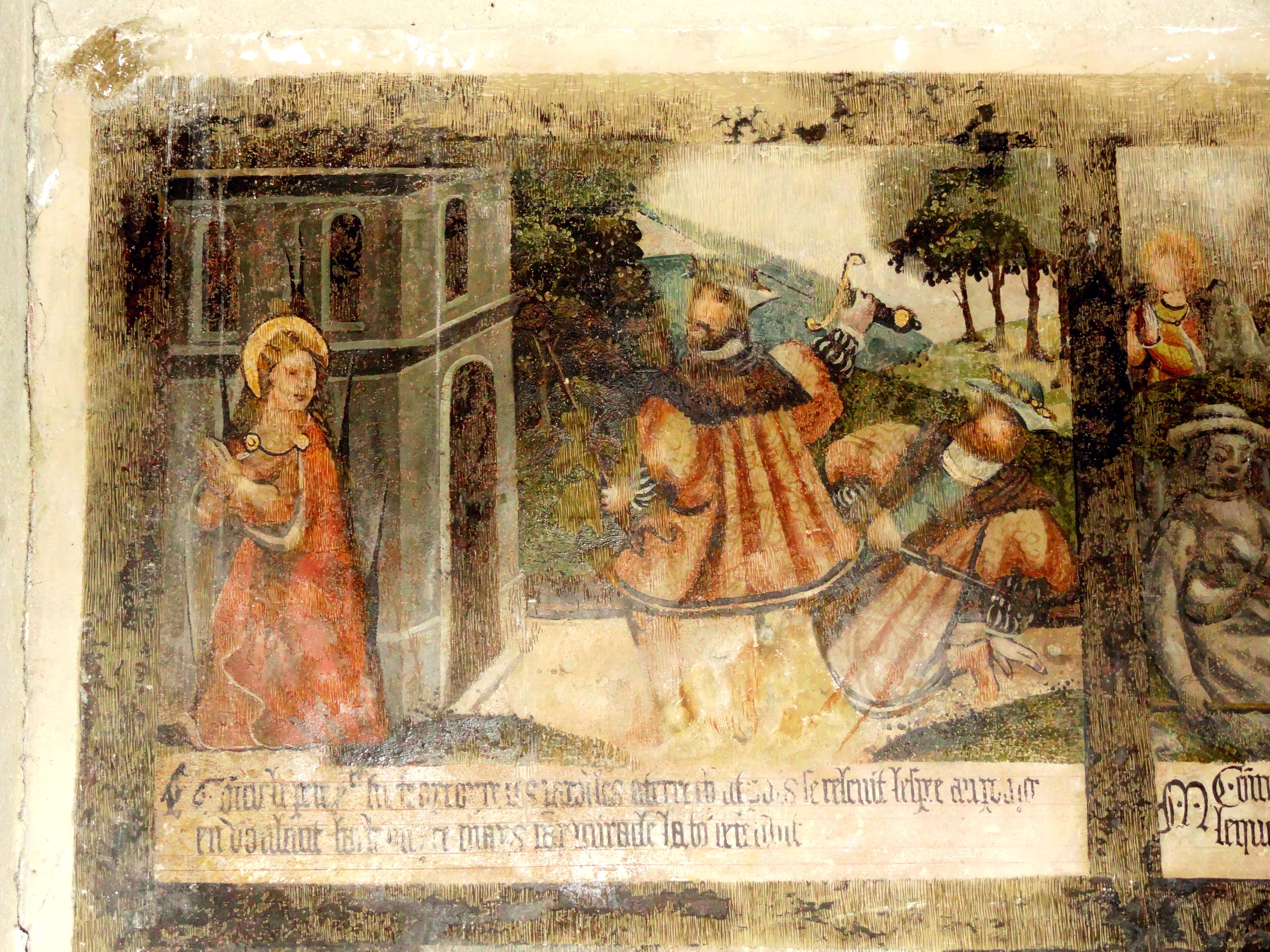
1er tableau.
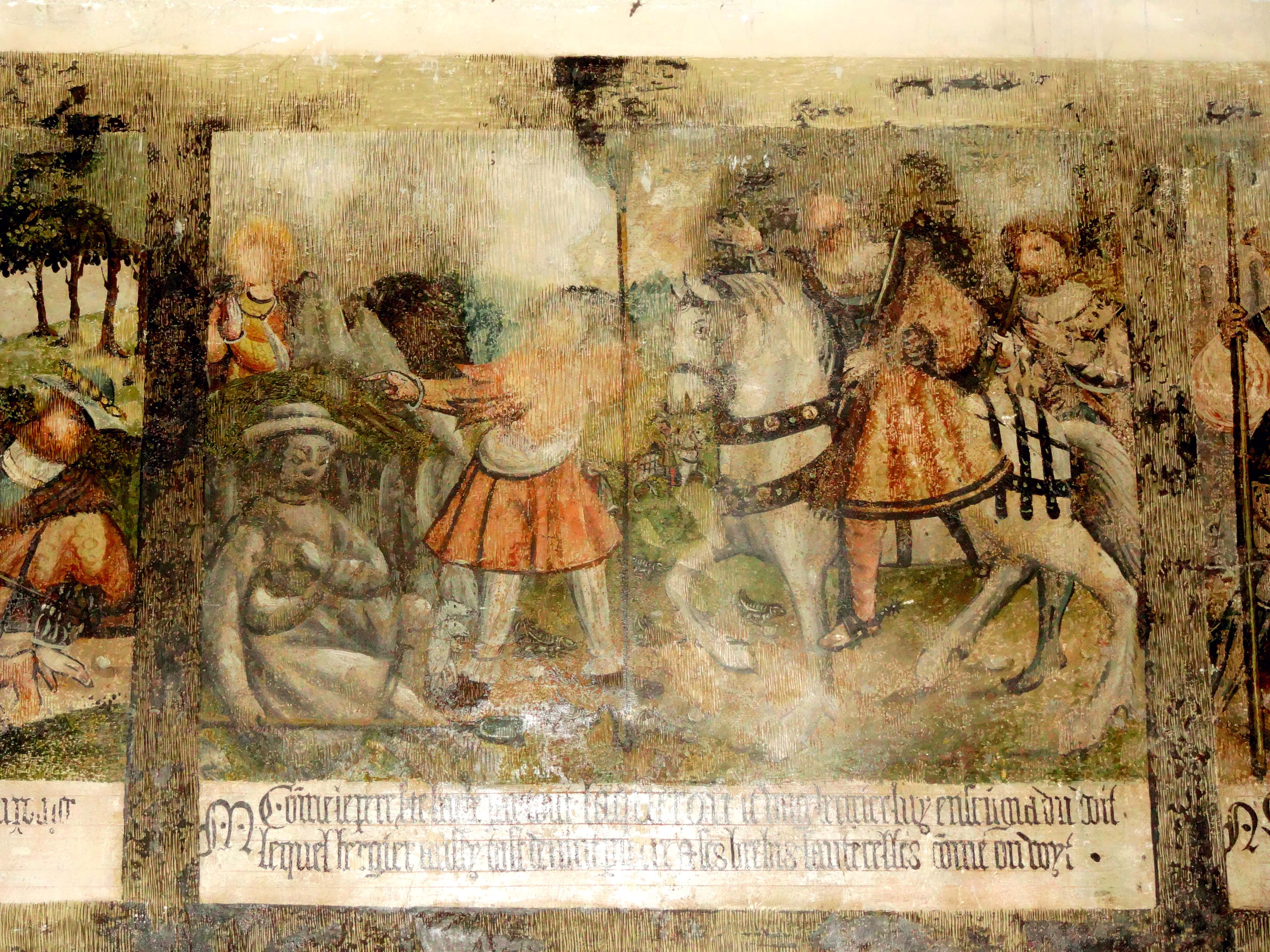
2e tableau.
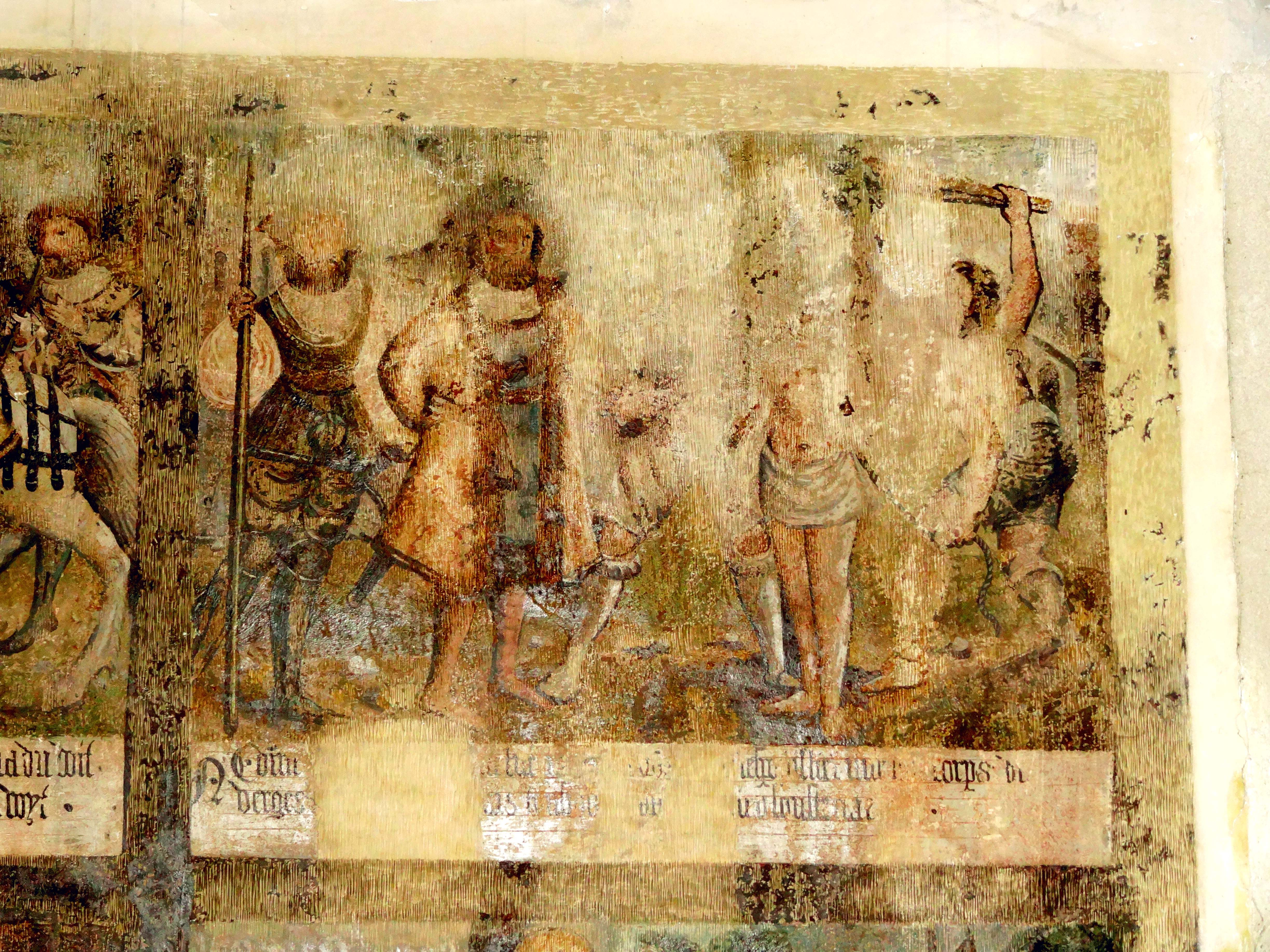
3e tableau.
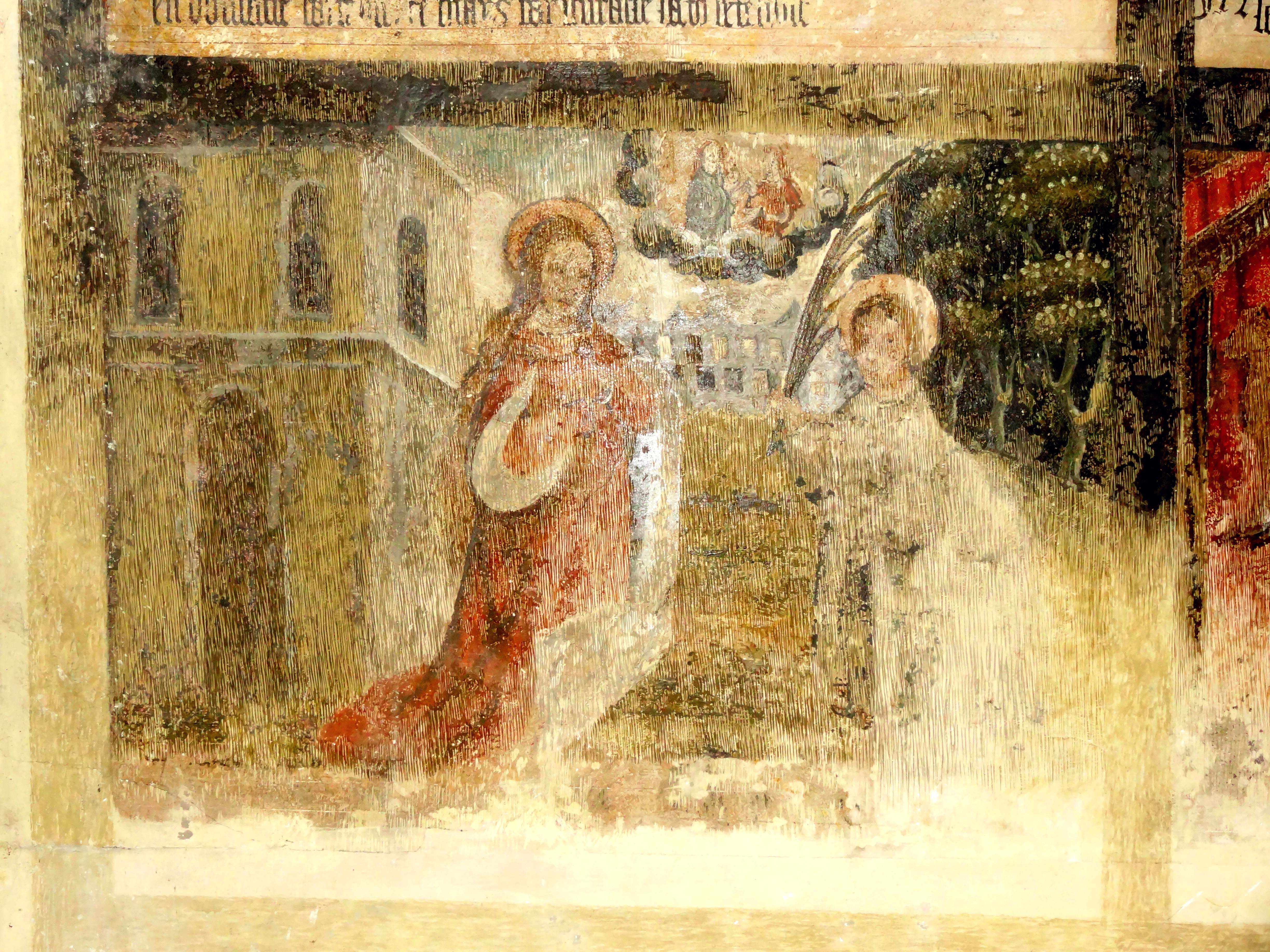
4e tableau.
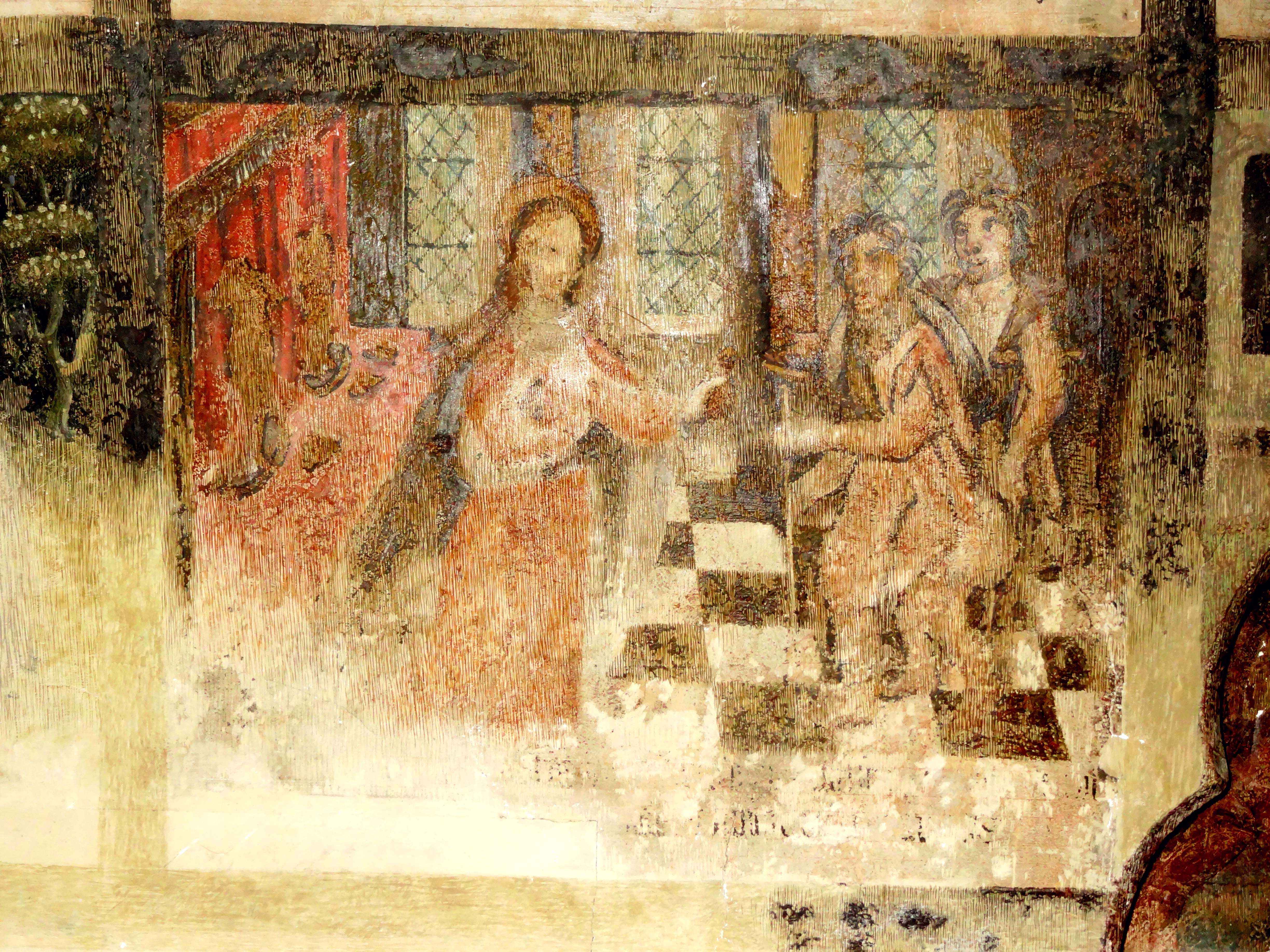
5e tableau.
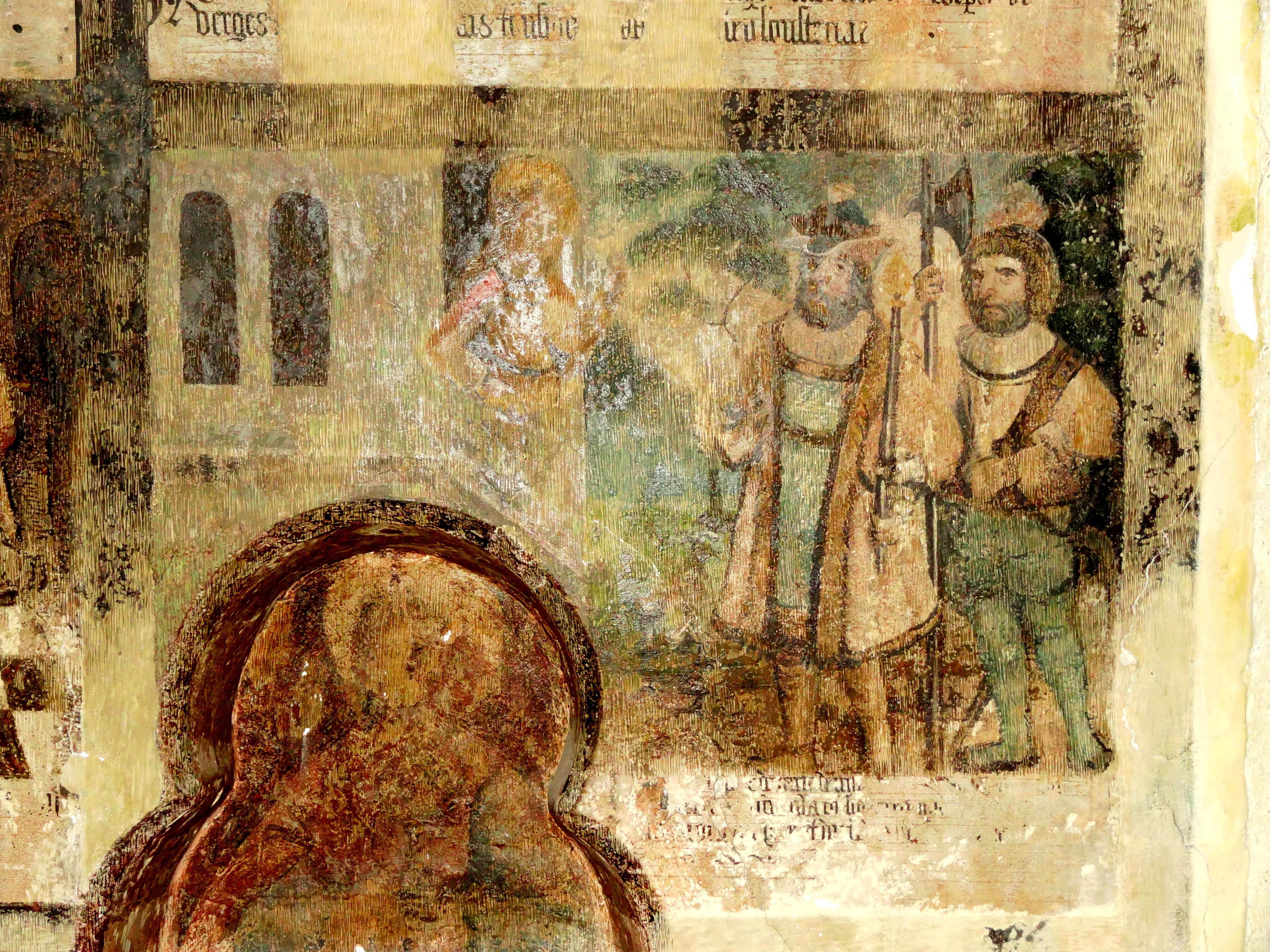
6e tableau.

Les vitraux de la nef sont dus aux Ateliers Lorin, de Chartres, et datent des années 1875-1895. Ils ont été restaurés en 1991.

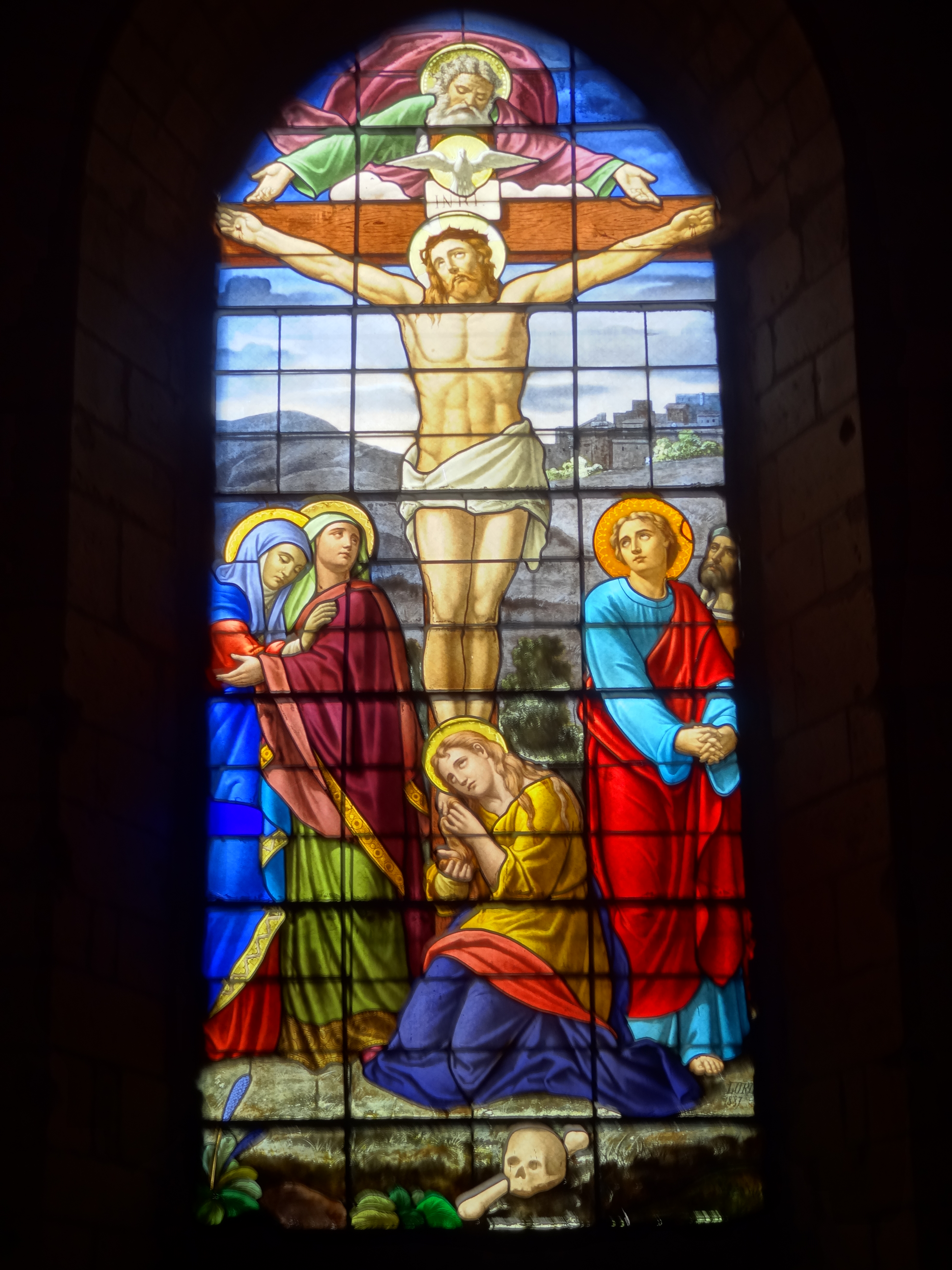
Le Christ en croix (n°0), 1887.
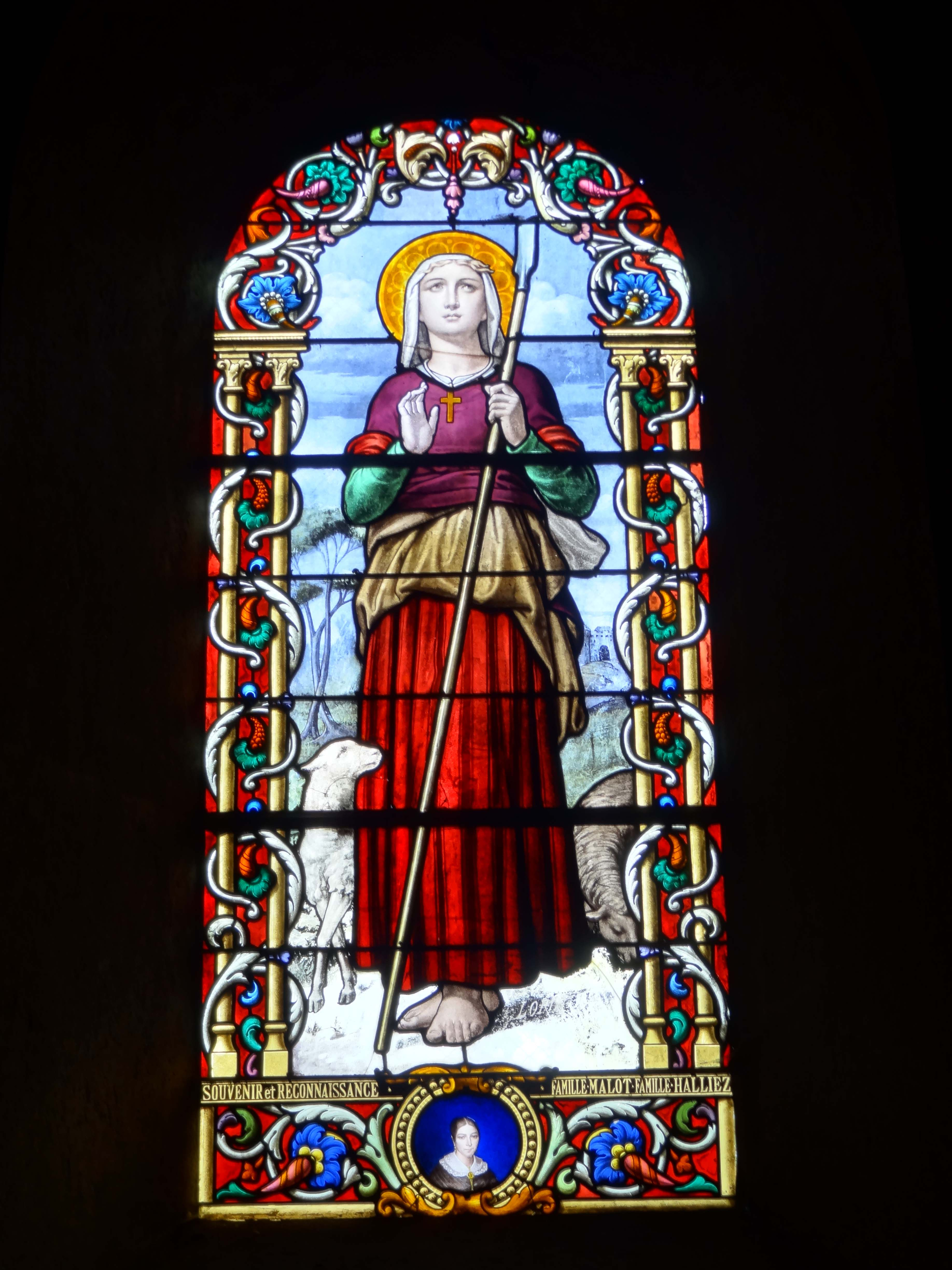
Sainte Geneviève (n°7).
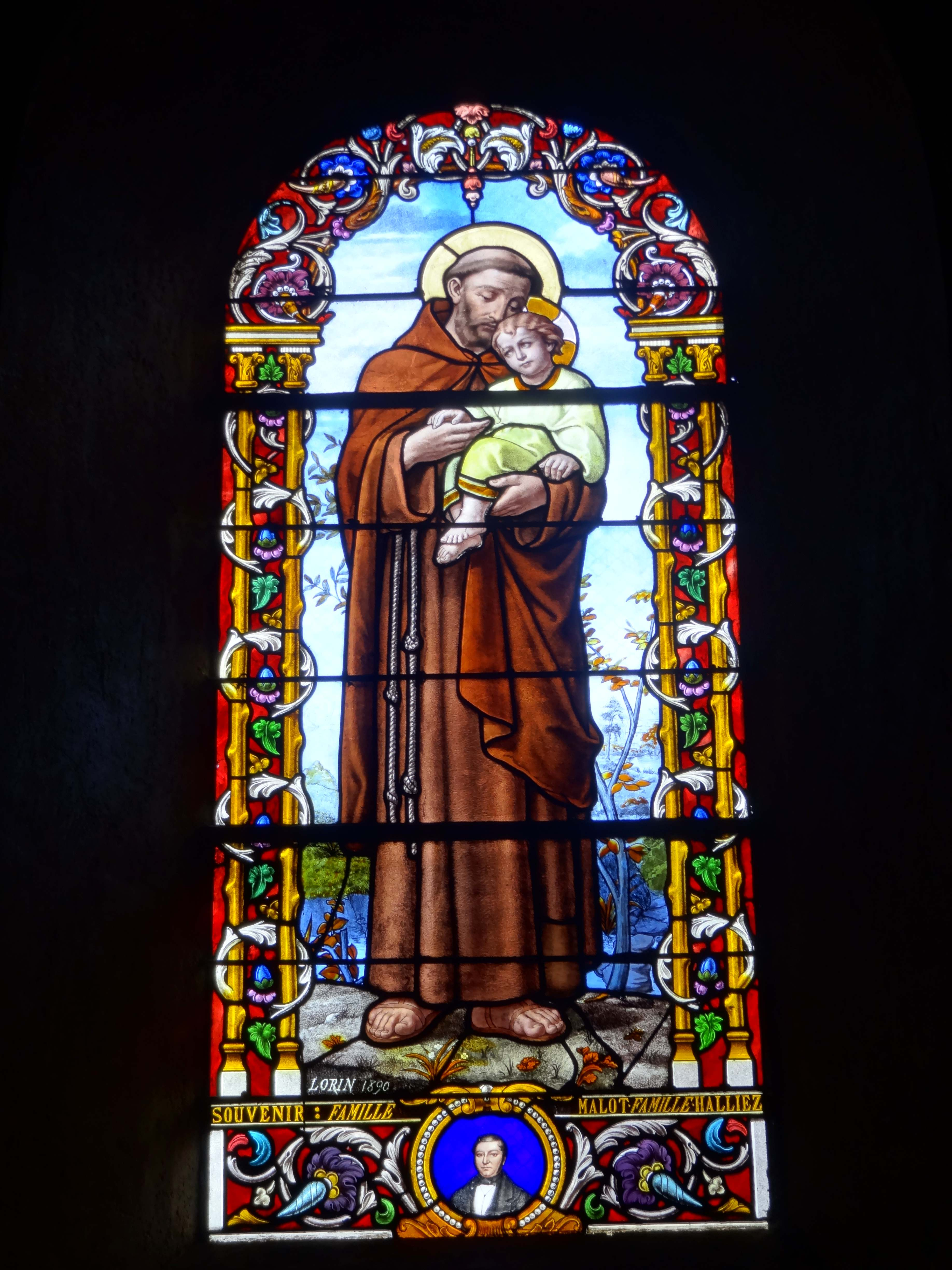
Saint Antoine de Padoue (n°9), 1890.
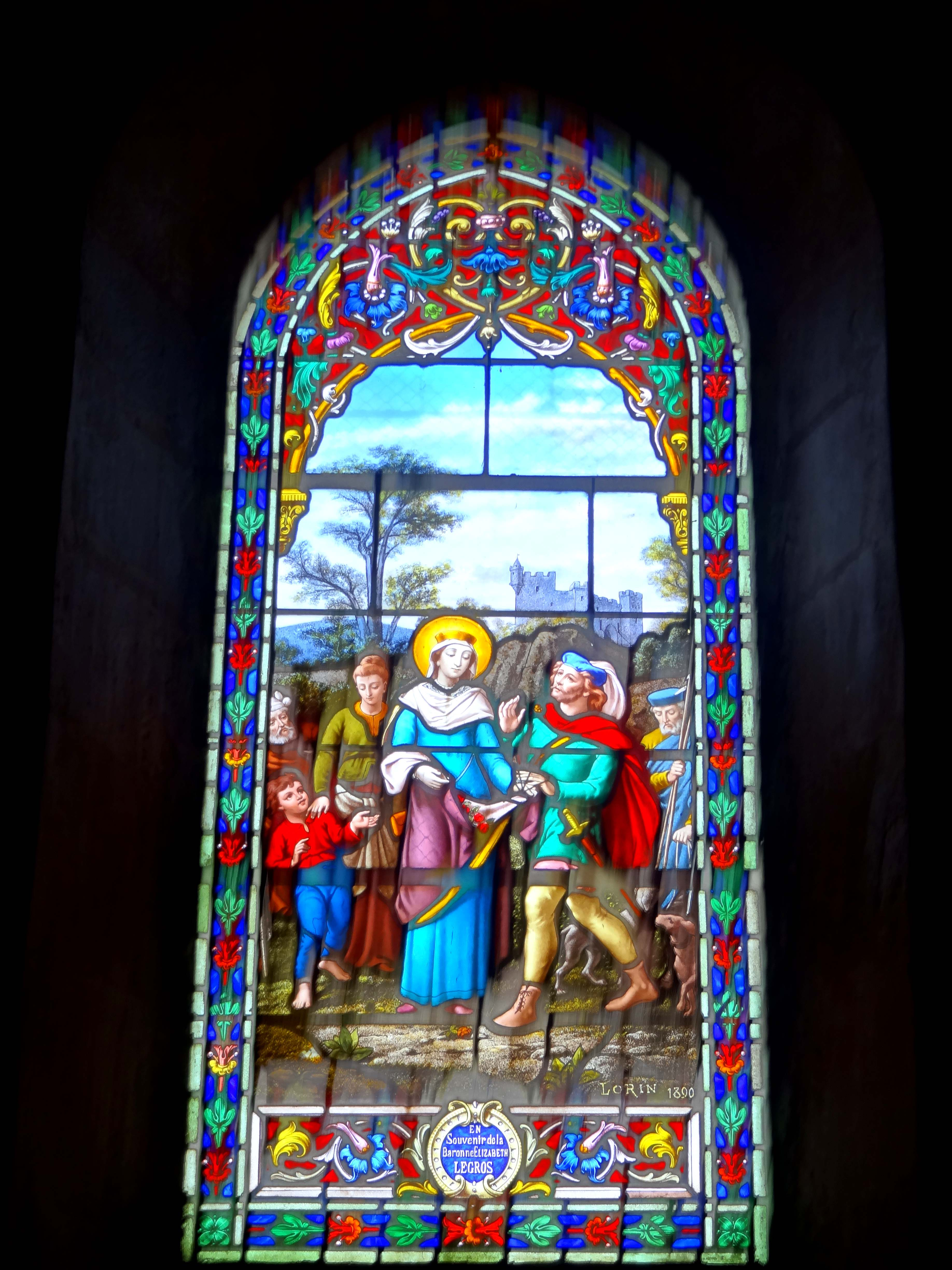
Sainte Élisabeth de Hongrie (n°10).
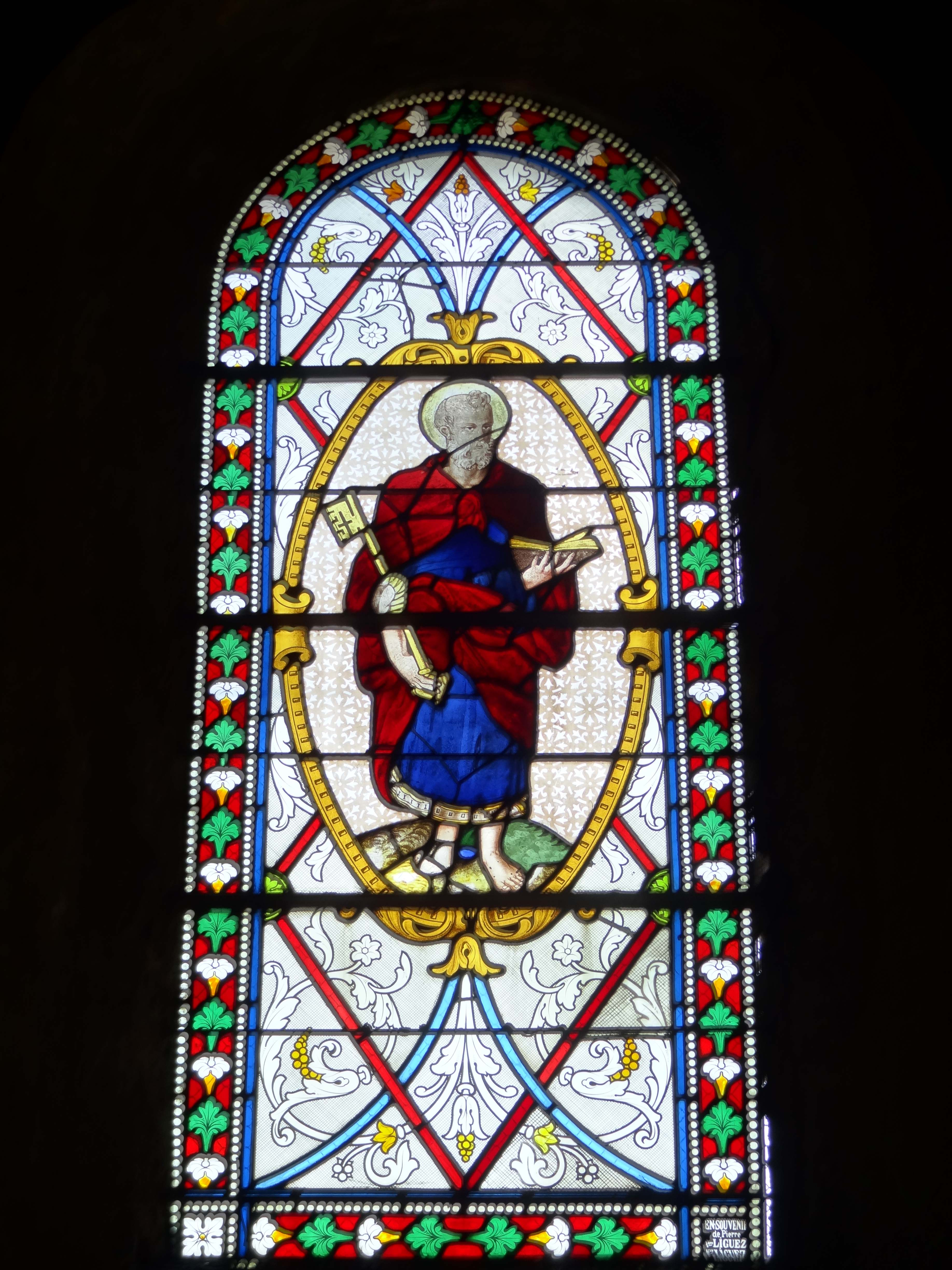
Saint Pierre (n°12).
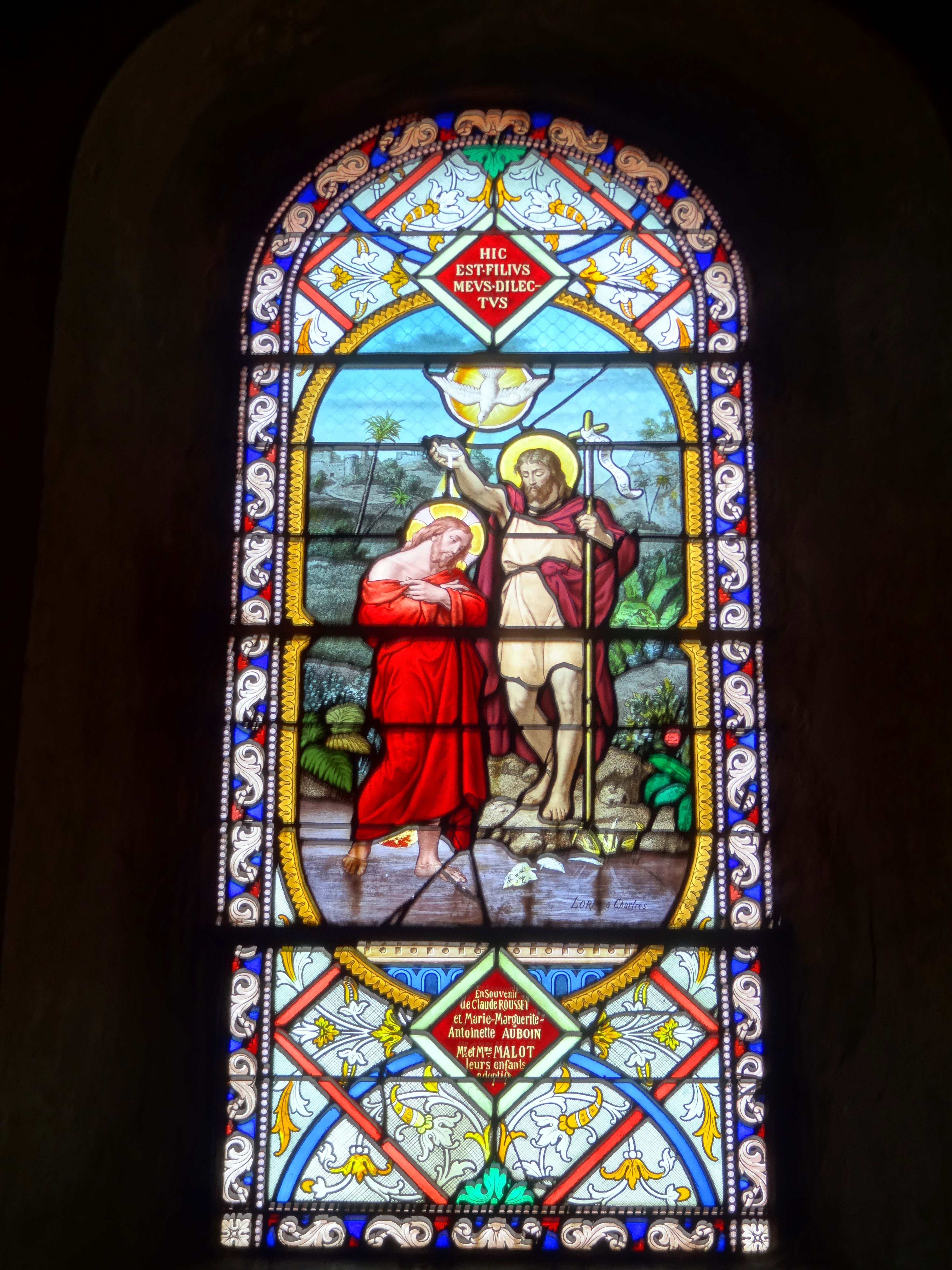
Le baptême du Christ (n°14).

## Objets détenus dans l'église
Dix-sept éléments décoratifs de l'église Saint-Denis sont protégés au titre des objets, dont  une peinture murale du XVIe siècleet la seule cloche subsistant des quatre d'origine. Certains ont fait l'objet de restaurations ou d'études par les services du patrimoine.

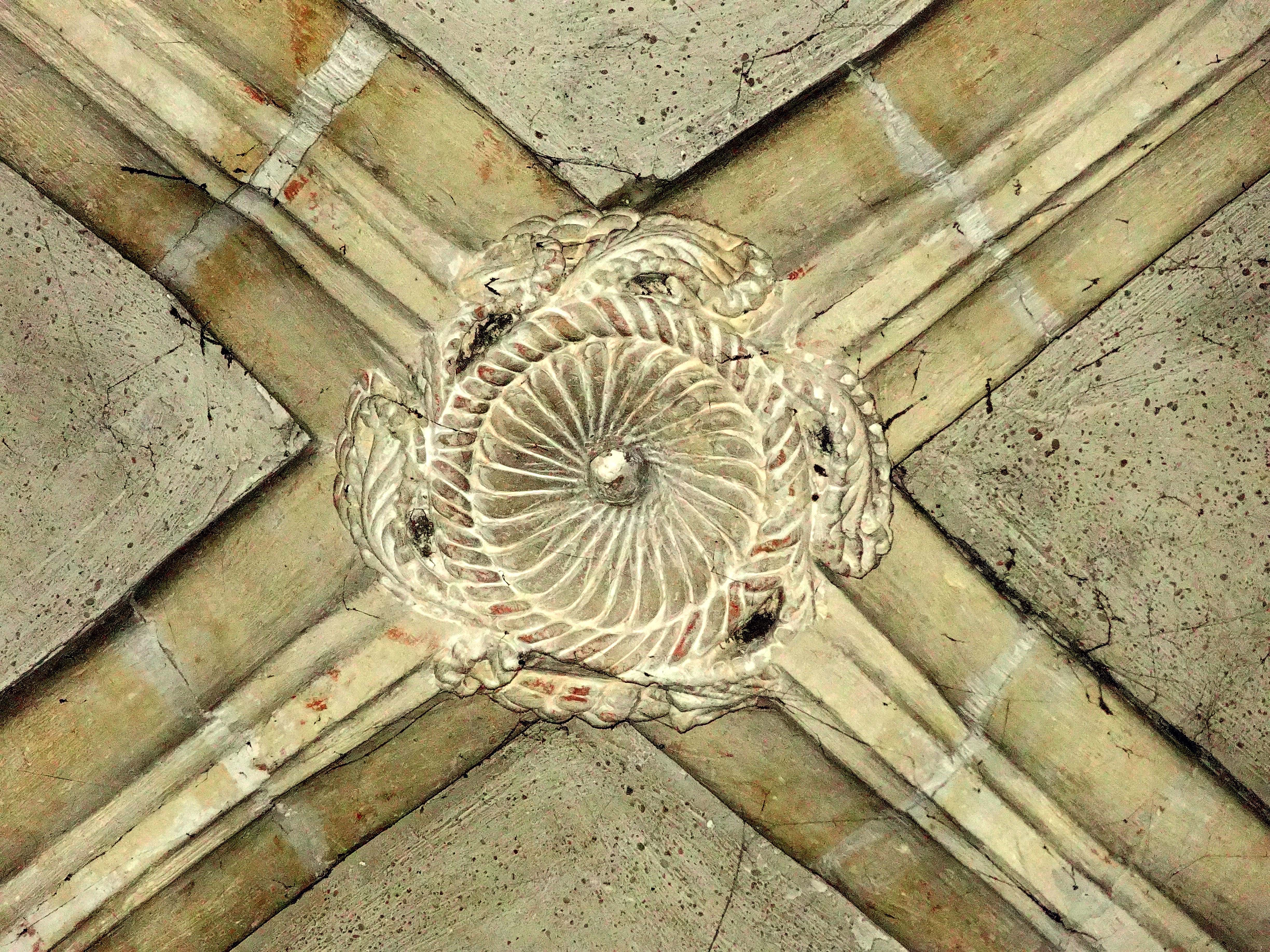
Clé de voûte de la 2e travée.
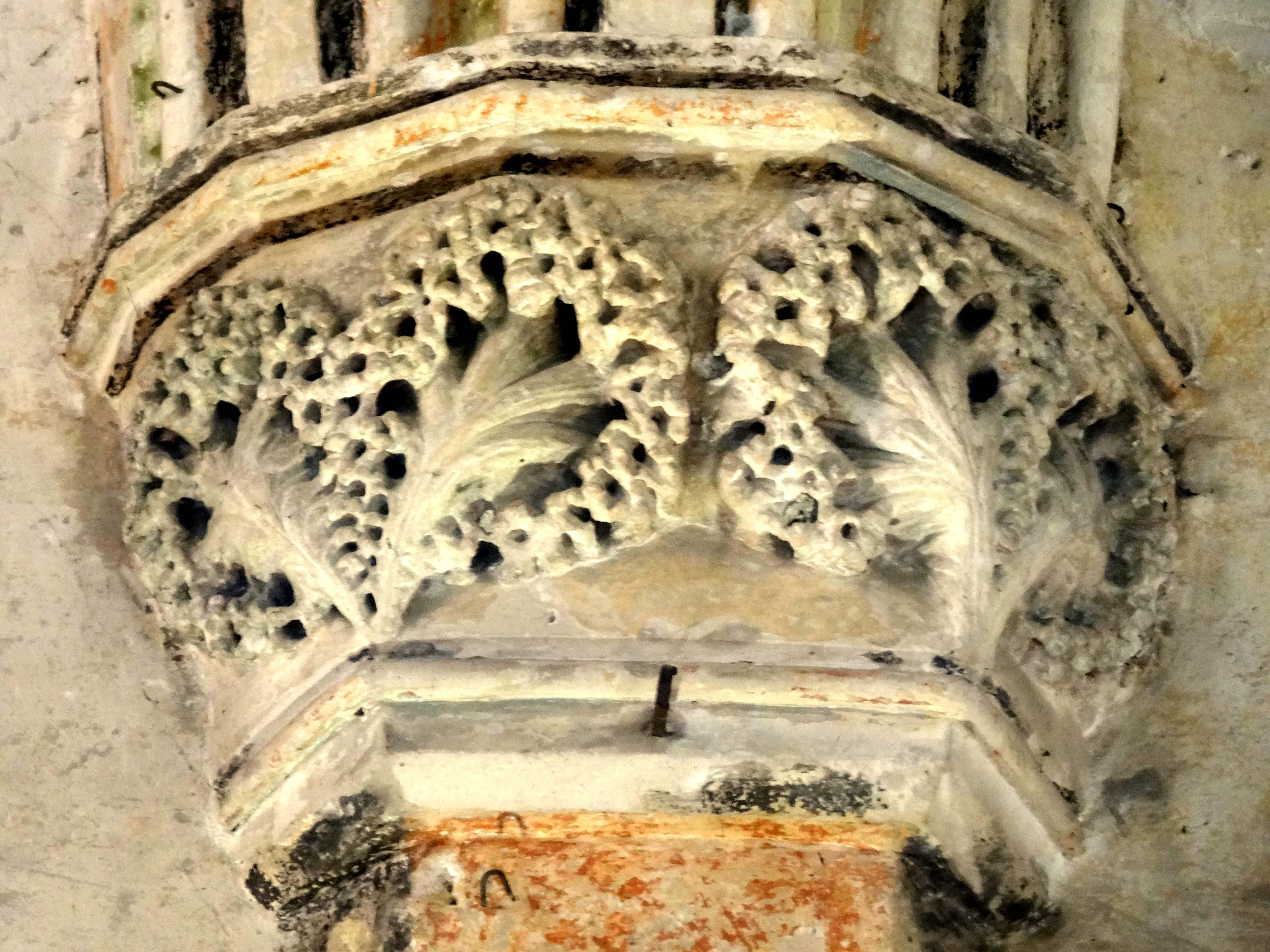
Chapiteau en feuille d'acanthe.
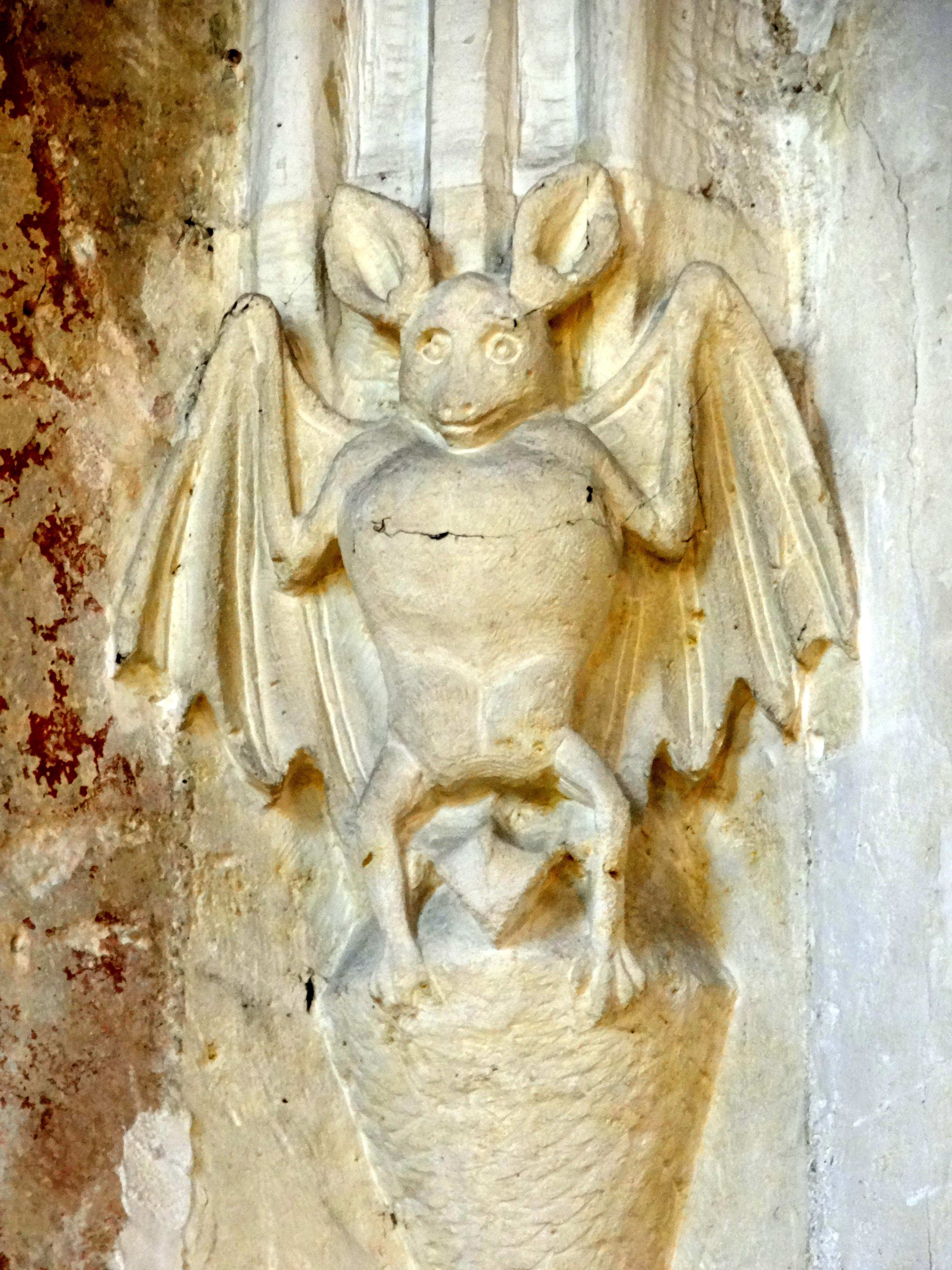
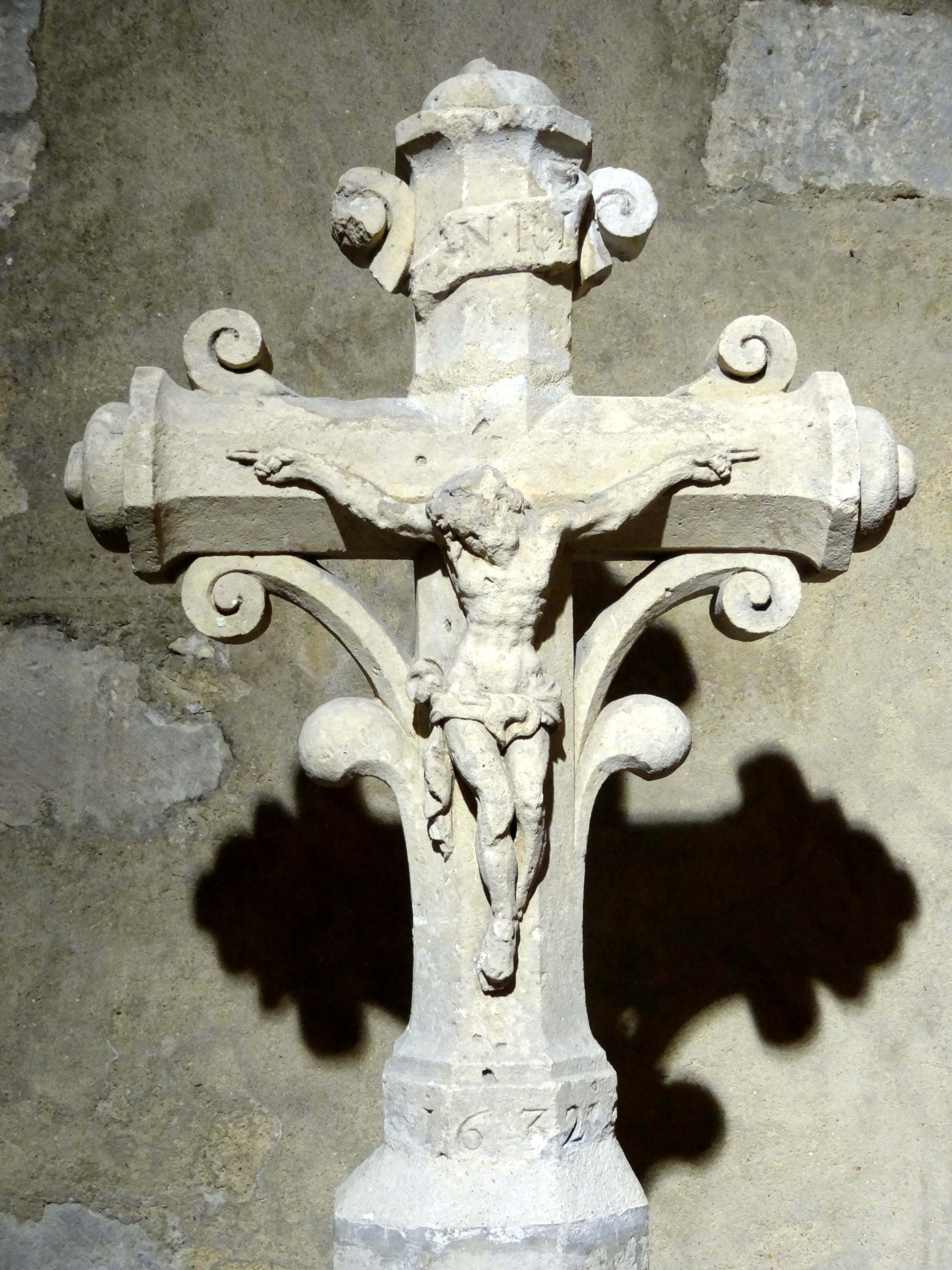
La croix d'autel.
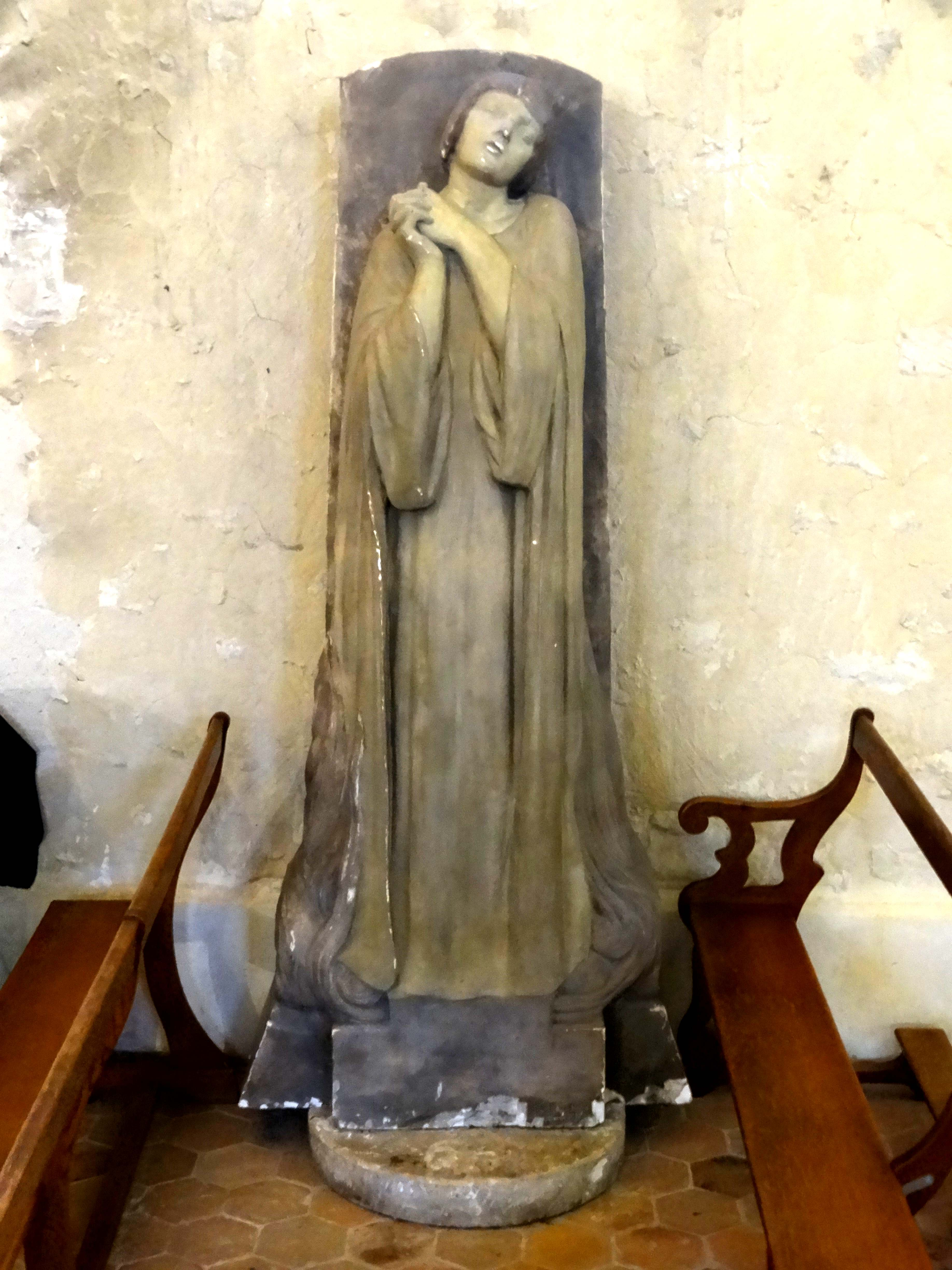
Moulure de la statue de sainte Jeanne d'Arc sur le bûcher par Maxime Real del Sarte (1929).

## Pour approfondir

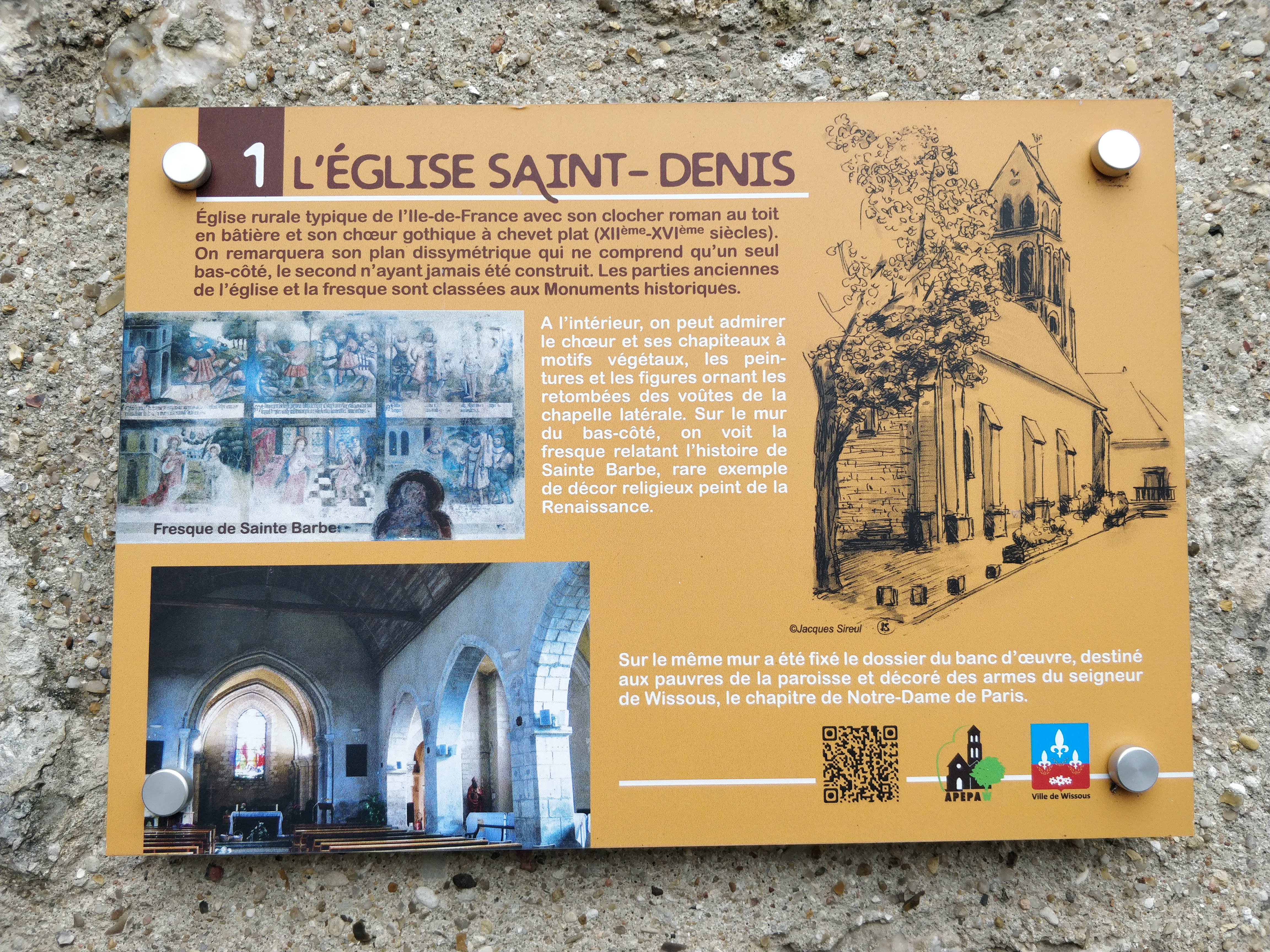
Plaque touristique.